# Super 8 (Filmformat)

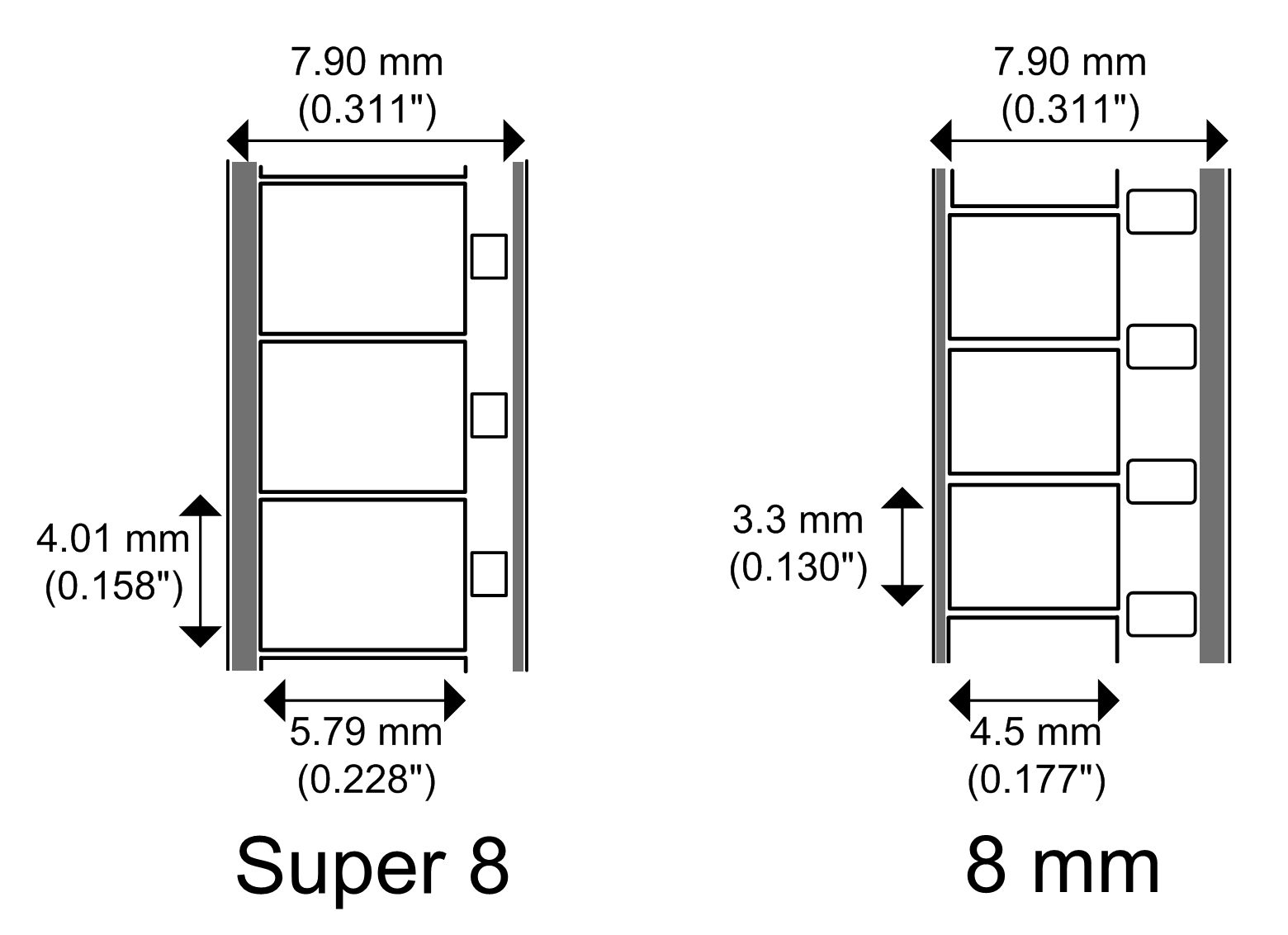
Super 8 und 8 mm Filmformate nebeneinander. Die Magnetstreifen sind grau dargestellt; der breite Streifen ist die Tonspur, der schmale Streifen ein „Ausgleichsstreifen“, der ein reibungsloses Bewegen und Aufrollen des Films ermöglicht

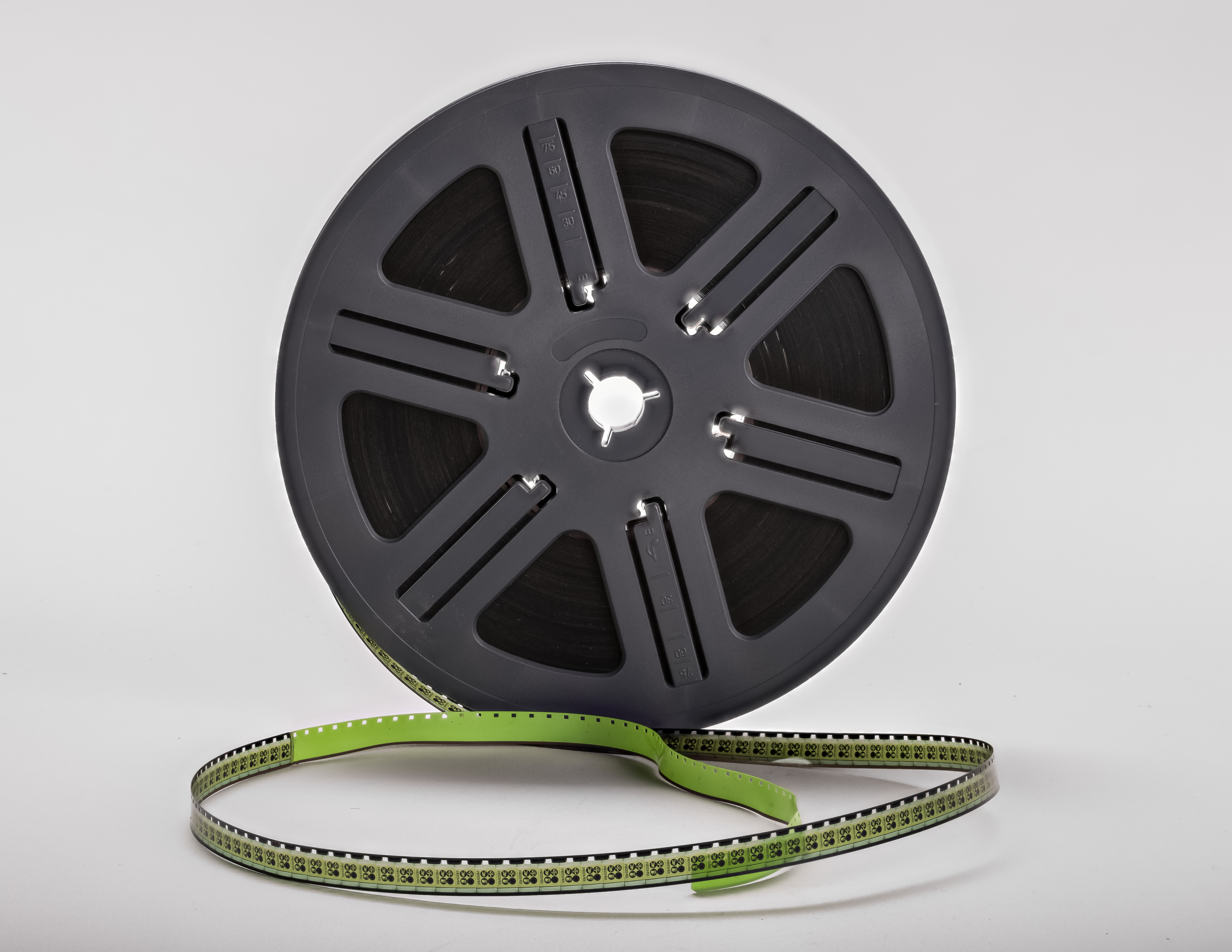
Entwickelter Super-8-Film von etwa einer halben Stunde Länge, mit Tonspur und grünem Vorspannfilm

Super 8 ist ein Schmalfilm-Filmformat, das im Mai 1965 von Kodak eingeführt wurde. Wie sein Vorgänger, das Normal-8-Format, war dieses Super 8 überwiegend für den privaten Bereich gedacht, um Familienfeste, Urlaube oder öffentliche Ereignisse in bewegten Bildern festzuhalten. In diesem Bereich wurde Super 8 ab den 1980er-Jahren nahezu komplett von der Videotechnik abgelöst. Es spielt seitdem nur noch eine marginale Rolle im professionellen Film, wo es von manchen Regisseuren wegen seiner Ästhetik (Farbe, Korn, Auflösung) geschätzt wird.

## Geschichte des Formats

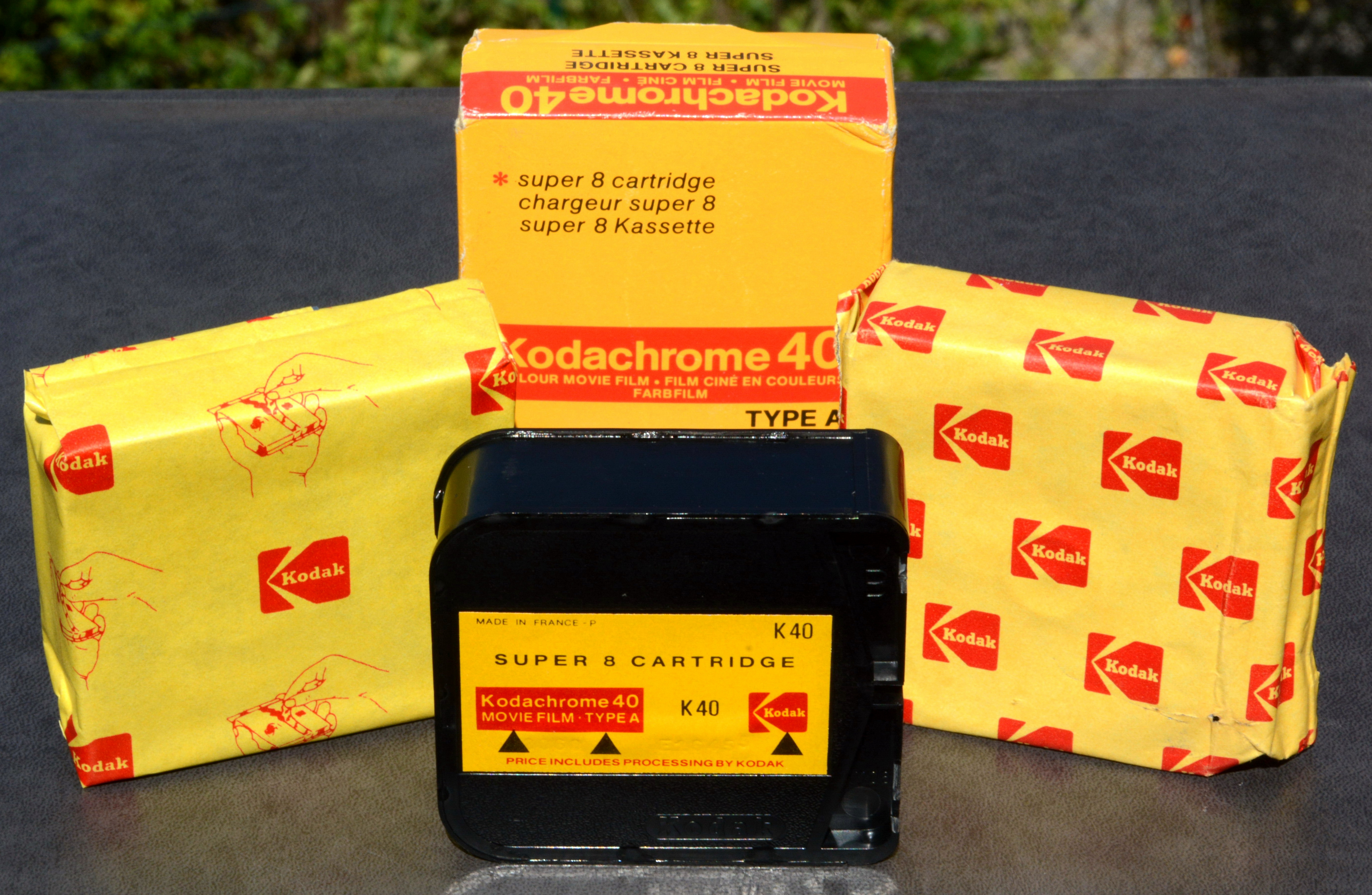
Kodak Kodachrome 40, Super-8-Film in Filmkassette, Originalverpackung

### Entwicklung
Die Bezeichnung „Super“ in Super 8 bezog sich auf das größere Bildformat gegenüber dem bis dahin verfügbaren 8-mm-Film. Dies wurde durch eine schmalere Perforation ermöglicht, wobei die Löcher auch an einer anderen Stelle saßen, nämlich immer in der Mitte eines Bildes anstatt zwischen zwei Bildern. Mit Erscheinen von Super 8 ging man dazu über, das vorherige Format als Normal 8 (englisch: Regular 8) zu bezeichnen. Die Bildgröße wuchs von 4,9 mm × 3,6 mm auf 5,69 mm × 4,22 mm und somit um etwa 36 Prozent.
Der zweite Unterschied bezog sich auf die Handhabung. Musste bisher der lose aufgewickelte Film umständlich eingefädelt werden, wurde der Super-8-Film in Kassetten geliefert, die sich ganz einfach einlegen ließen. Damit setzte Kodak eine Linie fort, die man 1963 mit dem Instamatic-System für Fotokameras gestartet hatte und später mit dem Pocketfilm fortsetzte: mit einer möglichst einfachen Handhabung sollte das Fotografieren und Filmen auch technisch unkundigen Menschen nahegebracht werden. Eine Kassette enthielt 15,25 m, entsprechend 50 ft Filmmaterial, was bei der für Super 8 üblichen Bildfrequenz von 18 Bildern/s eine Laufzeit von 3 min 20 s ergab; die genaue Einzelbildzahl (besonders für Berechnungen von Zeitrafferaufnahmen wichtig) beträgt pro 15-m-Kassette etwa 3.600 Bilder (±50 Bilder Belichtungs- und Schnitttoleranz an Anfang und Ende).

### Einführung
Diese Verbesserungen basierten im Grunde auf den Entwürfen eines runden Tisches der drei internationalen Photographicariesen Kodak, Fuji und Agfa, die es sich zum Ziel gesetzt hatten, bis zu den Olympischen Spielen von Tokio ein gemeinsames Format namens Rapid 8 zu entwickeln. Kodak scherte jedoch aus dieser Arbeitsgruppe vorzeitig aus und kündigte die bisherigen Ergebnisse im Jahr 1964 als eigene Erfindung unter der Bezeichnung Super 8 an, das im Jahr 1965 auf dem Markt eingeführt wurde. Fuji wehrte sich gegen diese List Kodaks mit einer zusätzlichen Weiterentwicklung der bisherigen Pläne, die zeitgleich mit Super 8 unter dem Namen Single 8 herauskam. Single 8 basierte meistens auf einem deutlich dünneren Trägermaterial (Polyester); auf einer 120-m-Super-8-Spule fanden somit 180 Meter Single 8 Platz. Single-8-Filme finden sich allerdings nur extrem selten in alten Filmbeständen.
Schon mit der ersten Ankündigung begannen nahezu alle Kamerahersteller, ihr Programm umzustellen, so dass sie gleich nach der Markteinführung Super-8-Modelle anbieten konnten. So setzte sich Super 8 schnell durch, zumal man mit der einfachen Handhabung tatsächlich einen neuen Interessentenkreis gewann.
Die deutsche Firma Agfa, die nun zwischen allen Stühlen saß, bemühte sich zunächst, Filmsorten in beiden Formaten anzubieten, kapitulierte jedoch bereits 1967 gegen Kodak und stellte ihre Single-8-Produktion ein, so dass das technisch überlegene Format in der Folge größtenteils auf Japan beschränkt blieb.
Das neue Filmformat verlangte auch neue Projektoren, wobei es lange Zeit umschaltbare Modelle zu kaufen gab, mit denen auch alte Normal-8-Filme vorgeführt werden konnten.

### Verbreitung
Die Verkaufszahlen an Geräten stiegen bis zum Höhepunkt in den Jahren 1974/75 stetig an und fielen dann wieder erheblich ab; schon 1980 war aufgrund Marktsättigung ein derart niedriges Niveau an neuem Bedarf für Kameras und Projektoren erreicht, dass die meisten Gerätehersteller nicht mehr rentabel produzieren konnten, was ein wichtiger Grund für diese Hersteller war, von Super 8 auf andere Technologien (z. B. Camcorder oder Drucker, oft auch der Rückzug aufs Kerngeschäft Photographie) umzuschwenken. Infolgedessen gibt es seit etwa 1985 fast keine neuen Kameras oder Projektoren mehr zu kaufen. „Schlusslichter“ waren Zenit und Beaulieu, die erst Mitte der 1990er die Produktion von Kameras und Projektoren einstellten. Lediglich Classic Home Cinema brachte 2002 noch einmal eine Kleinserie von Fumeo-Projektoren auf den Markt. Seitdem ist der Markt auf internationalen Super-8-Filmbörsen (wie etwa Waghäusel, seit 2013 Deidesheim) oder eBay ausschließlich auf Gebrauchtgeräte angewiesen, die z. T. auch „wiederaufgearbeitet“ angeboten werden.
Der Verbrauch von Filmmaterial erreichte erst um 1979 und 1980 mit jährlich 19 Millionen allein in Deutschland verkauften Super-8-Kassetten seinen Höchststand. Anders als die Gerätehersteller gaben die meisten Hersteller von Super-8-Film erst Anfang bis Mitte der 1990er-Jahre ihre Produktion auf; von diesen hielt Agfa am längsten aus, wo noch bis 1996 der hauseigene Agfa Moviechrome 40 entwickelt wurde. Einzig Kodak hat seine Produktion nie eingestellt, und inzwischen sein Super-8-Portfolio sogar durch zwei Negativfilme erweitert (s. u.). Seit Ende der 1990er-Jahre sind auch wieder ein paar neue Hersteller hinzugekommen, z. B. Wittner Kinotechnik, GK-Film und KAHL Film (s. u.), und seit 2006 gibt es auch Fujimaterial (Single 8) wieder in der Super-8-Kassette.
Die engagierten Amateure nahmen typischerweise die Vorstellung des im Vergleich zu älteren Videovarianten hochauflösenden Video-8-Systems Hi8 im Jahr 1988 zum Anlass, darauf umzusteigen, wobei zumeist die längere Aufnahmezeit, die Überspielmöglichkeit alter Aufnahmen, die einfachere Tonaufnahme, sowie die einfachere Aufnahme unter schlechten Lichtverhältnissen den Ausschlag gaben, nicht jedoch die Qualität. Nur wenige Enthusiasten filmen noch bis heute mit Super 8. Anders sieht es hingegen im Profilager aus, wo die neuen Negativmaterialien und die wesentlich verbesserten Digitalisierungsmöglichkeiten neue Einsatzmöglichkeiten eröffneten. Folglich hat Kodak seine Super-8-Produkte mittlerweile auch aus dem Amateurbereich herausgenommen und der Profisparte Motion Picture Film untergeordnet.
Von einigen Enthusiasten und Kunst- wie Experimentalfilmern wird Super 8 noch heute verwendet, auch bei der Produktion von Werbefilmen und Musikclips spielt das Format eine, wenn auch kleine Rolle. Super-8-Erfinder Kodak stellte im Januar 2016 erstmals seit Jahrzehnten eine neue Super-8-Kamera vor, die diese Retro-Schiene bedienen soll.

## Filme

### Emulsionen
Super-8-Farbfilme waren fast immer auf Kunstlicht sensibilisiert; für Aufnahmen mit Tageslicht wurde ein eingebauter Rotfilter (Konversionsfilter vom Typ Kodak Wratten 85) zugeschaltet. Die Idee dabei: das Filmen mit Scheinwerfern erforderte sehr viel Licht (die Scheinwerfer hatten wenigstens 1000 W Leistungsaufnahme), deswegen sollte dabei der Film möglichst empfindlich sein. Bei Tageslicht hingegen war der Verlust durch den Filter weniger problematisch. Und existierten bei Normal 8 noch Kunst- und Tageslichtfilme, so sollte es nun im Interesse der einfachen Handhabung nur einen Typ geben.
Die Filmempfindlichkeit war aus dem gleichen Grund an der Kassette codiert, wobei viele Kameras aber nur die gängigen Größen ISO 40/17° und ISO 160/23° abtasten, im Tageslichtbetrieb ergaben sich dann ISO 25/15° und ISO 100/21°. Bis 1972 gab es sogar ausschließlich niedrigempfindliche Filme, wollte man doch Handhabungsfehler von Laien unbedingt ausschließen. Die hochempfindlichen Kassetten durften nämlich nicht bei strahlendem Sonnenschein verwendet werden, da sie dabei leicht überbelichtet werden konnten. Außerdem tasteten nicht alle Kameras die Empfindlichkeit ab. Die Filmkassetten wurden gewöhnlich an ein Labor gegeben. Grundsätzlich ließ sich der Film aber auch selber entnehmen und entwickeln. Ein Farbfilm kostete auf dem Höhepunkt der Super-8-Ära in den 1970er Jahren günstigstenfalls 10 DM (entspricht heute etwa 14 EUR).

### Kodachrome

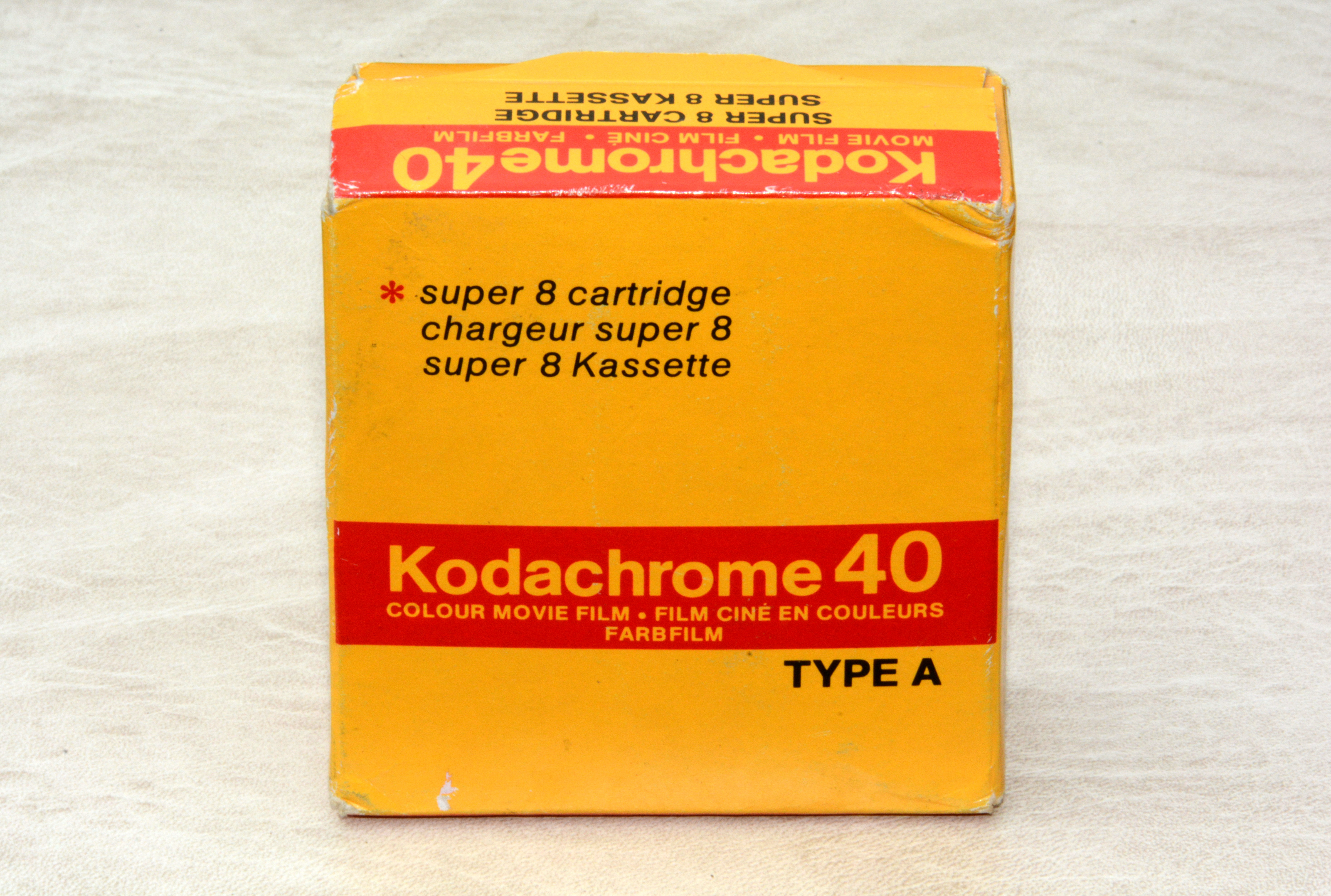
Kodachrome 40, Typ A (Originalverpackung)

Eine besondere Bedeutung hatte der Kodachrome 40. Wegen der besonders komplizierten Entwicklung erfolgte diese grundsätzlich nur bei Kodak selbst, die Kosten dafür waren – im Gegensatz zu anderem Filmmaterial – beim K 40 immer im Preis enthalten. Kodak erklärte im Mai 2005, den K 40 durch ein neues Filmmaterial zu ersetzen, die Gründe für die Einstellung des K-40-Super-8-Films waren einerseits die zurückgegangene Nachfrage in den Zeiten der digitalen Fotografie, andererseits auch die mittlerweile nur noch wenigen, hoffnungslos veralteten Entwicklungsmaschinen für den speziellen Prozess. Schon in den Jahren zuvor betrieb Kodak nur ein einziges europäisches Kodachrome-Labor, nämlich in Lausanne (Schweiz). Kodak hatte zugesagt, noch bis zum 25. September 2006 die K40-Super-8-Filme in der Schweiz zu entwickeln; danach wurden die Maschinen dort komplett stillgelegt. Das Labor Dwayne’s in Parsons, KS (USA) entwickelte die Emulsion noch bis Ende 2010. Am 30. Dezember 2010 wurde offiziell die letzte Spule entwickelt.

### Doppel-Super 8

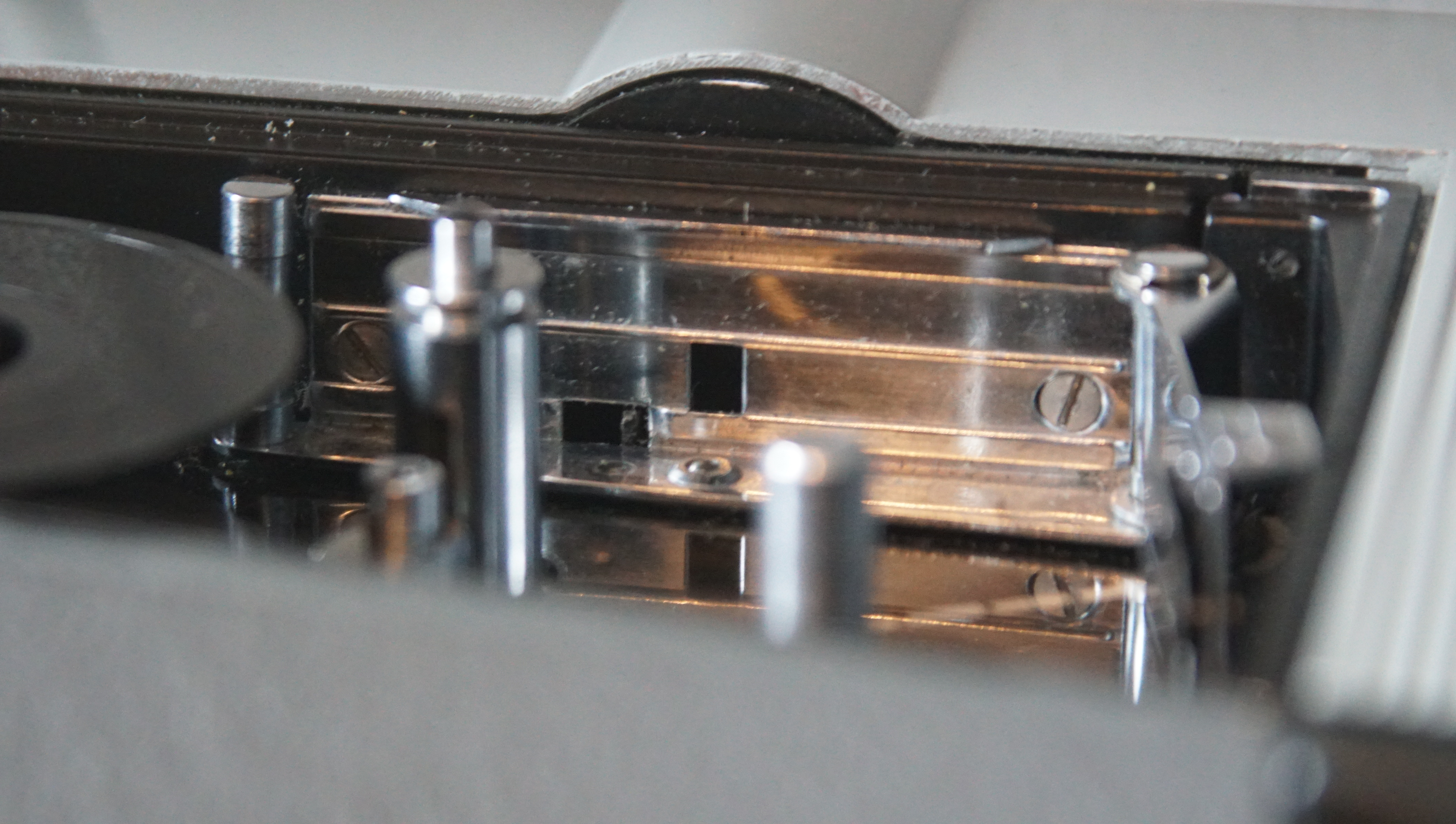
Meopta A8G: Doppel-8 Bildfenster und Filmvorschub
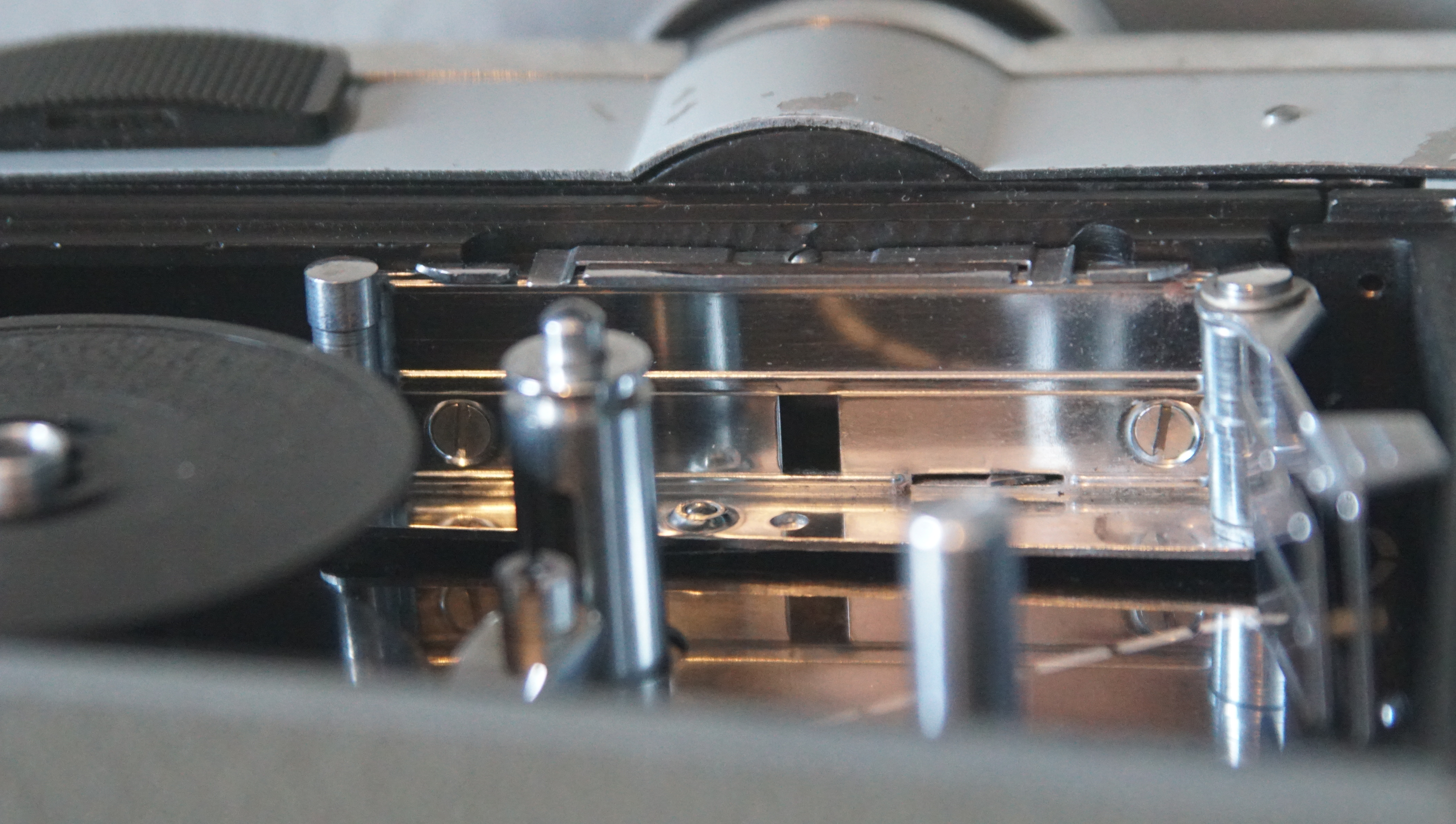
Kombination Doppel- und Super-8

Doppel-Super-8-Filme (Abkürzung: DS8 bzw. DS 8) sind 16 mm breit und werden nicht in Kassetten, sondern auf 30-m- und 10-m-Spulen konfektioniert. Die Filme laufen – wie vom Normal-8-basierten Doppel 8 bekannt – zweimal durch die Kamera und werden nach der Filmentwicklung in der Mitte auseinandergeschnitten und damit in zwei Filmstreifen mit Super-8-Format getrennt.
Doppel-Super-8 für Amateure
Der Vorteil liegt vor allem im uneingeschränkten Rückspulen für verschiedene Trickeffekte, was die Super-8-Kassetten (bei S-8-Kameras höherer Preisklassen) nur bis vier Sekunden erlaubten, aber auch in der kameraseitigen Andruckplatte.
Spezielle Doppel-Super-8-Kameras kamen in den 1960ern in der westlichen Hemisphäre für den professionellen Reportageeinsatz auf den Markt, fanden darüber hinaus aber keine nennenswerte Verbreitung. Im Ostblock hingegen war das Doppel-Super-8-Format verbreiteter als die Super-8-Kassette von Kodak.
Die Kameras aus UdSSR-Produktion vom Typ Quarz sind heute leicht erhältlich. Die professionelleren Geräte von Pathé, Bolex oder Canon sind dagegen gefragte und rare Filmkameras. Der Doppel-Super-8-Film zeichnet sich nicht zuletzt durch sein günstiges Preisleistungsverhältnis aus.
Doppel-Super-8 als Alternative zu 16 mm
Da Super-8-Film eine schmalere Perforation verwendet als 8-mm-Film, liefert der ungetrennte DS8-Film ebenfalls deutlich mehr Bildraum als entsprechender 16-mm-Film. Dies kann in modifizierten 16-mm-Kameras und Projektoren ausgenutzt werden und führt zu weiteren möglichen Filmformaten wie Max DS8 und Ultra DS8.

### 60-m-Kassette
1979 ist noch eine Super-8-Kassette mit 61 m (200 ft) Filminhalt, entsprechend 13 min 20 s Laufzeit, vorgestellt worden. Sie verlangte spezielle Kameras, bei denen sich eine Klappe über dem Kassettenfach öffnen ließ. Diese Kassette besaß eine große Filmvorratsbox, die frei über der Kamera stand, und ein damit verbundenes Teil, das aussah wie eine normale Super-8-Kassette, aber keinen Filmvorrat enthielt und in die Kamera eingesetzt wurde. Die Spulen in der Vorratsbox wurden dabei mit eingebauten Spiralfedern bewegt. Diese Kassette erlaubte, im Gegensatz zur konventionellen S-8-Kassette, die unbegrenzte Filmrückspulung. Sie war ausschließlich mit vorbespurtem Material erhältlich. Die Produktion dieser Kassetten wurde jedoch, zusammen mit der Einstellung des vorbespurten Materials, 1997 eingestellt, so dass sie seit ca. 1998 nicht mehr erhältlich sind. Mit unbespurtem Filmmaterial wurde sie auch dann nicht angeboten. Spätere Entwicklungen von Kleinanbietern gab es noch.

### Andere Kassetten

#### SuperDrive SD8/60
Nachdem die 60-m-Kassette von Kodak eingestellt worden war, stellte die Firma Beaulieu ihre 60-m-Selbstladekassette „SuperDrive SD8/60“ vor. Obwohl Beaulieu damit warb, dass die Kassette nach einem Umbau auch an anderen Kameras, wie z. B. der Nizo 6056/6080 funktionieren solle, gab es diesen Umbau tatsächlich nur für die Beaulieukameras aus der 6008/7008/9008-Reihe. Die Produktion dieser Kassette wurde mittlerweile eingestellt, Filme sind jedoch weiterhin von verschiedenen Anbietern erhältlich.

#### Supermag 400
Anfang 2004 gab es die ersten Prototypen des „Supermag 400“, einer Selbstladekassette für 120-m- bzw. 400-ft-Film, zu bestaunen. Sie sollte in allen Kameras funktionieren, die Kodaks 200-Fuß-Kassette nutzen konnten. Aufgrund des hohen Preises, des Nichtzustandekommens von Verträgen mit Kodak und einiger Produktionsprobleme, wurde die Herstellung und der Verkauf jedoch Ende 2006 wieder eingestellt.

### Kompatibilität zu Single 8
Als Alternative existierte das – in Japan vorherrschende – Single-8-System: Single-8-Filme lassen sich uneingeschränkt mit Super-8-Projektoren vorführen.

## Tonfilm

### Magnetton

#### Zweibandverfahren
Die überwiegende Zahl der Super-8-Filmer erstellte Stummfilme; Tonfilme waren mit einem erheblichen Aufwand verbunden. In der Anfangszeit musste der Ton immer mit einem speziellen Spulentonbandgerät oder Kassettenrekorder aufgenommen werden, wobei eine geeignete Kamera nach jedem aufgenommenen Bild elektrische Impulse von sich gab, die auf einer eigenen Spur aufgenommen wurden. Bei der Wiedergabe steuerten diese Impulse dann die Vorführgeschwindigkeit am – ebenfalls geeigneten – Projektor, so dass Bild und Ton synchron liefen. In der Praxis hielten die Filmkameras ihre Geschwindigkeit aber häufig derart ungenau ein, dass es beim Filmschnitt leicht Probleme bereitete. Eine Vertonung ohne Synchronisation funktionierte nicht; der Gleichlauf war dann so unsicher, dass man allenfalls Hintergrundgeräusche abspielen konnte. Filme konnten auch nachträglich mit einer Tonspur versehen werden, die sich dann mit Hilfe eines Tonfilmprojektors besprechen ließ. Das Bespuren führte entweder ein Labor oder ein ca. 200 DM teures Gerät durch.

#### Liveton
1973 stellte Kodak die Super-8-Tonfilmkassette vor, welche mit speziellen Liveton-Kameras verhältnismäßig unaufwändige Tonaufnahmen erlaubte. Die Tonfilmkassette enthielt vorbespurten Film. Sie war größer und konnte dadurch nur in Super-8-Tonfilmkameras eingelegt werden. An ihrer Unterseite gab es eine zusätzliche Öffnung, in die der Tonkopf hineinragen konnte. Der Ton war dabei immer um 18 Bilder versetzt, weil der Film vor dem Bildfenster ruckartig bewegt wurde, für die Tonwiedergabe aber gleichmäßig laufen musste. Dieser Versatz bereitete beim Schneiden große Probleme, im Allgemeinen wurde empfohlen, einen Tonfilm gut zu planen und dann gar nicht zu schneiden. Liveton-Kameras gab es ab der Mittelklasse, entsprechend etwa 500 DM, zu kaufen.
Heute gibt es keine Super-8-Tonfilmkassetten mehr zu kaufen, Kodak hat die Produktion 1997 eingestellt. Tonfilmkameras lassen sich aber auch mit Stummfilmkassetten betreiben, wobei sie in puncto Gleichlauf den Stummfilmkameras deutlich überlegen sind.

### Lichtton
Es gab neben dem Magnetton auch Lichttonfilme, was zum Abspielen des Tons jedoch entsprechend ausgerüstete Projektoren erforderte. Es gab davon jedoch nur wenige Modelle auf dem Markt. Der Lichttonspur stand nur der 0,8 mm breite Rand zur Verfügung, was neben der geringen Geschwindigkeit von 7,62 cm/s bei 18 Bildern/s nur für eine befriedigende Tonqualität hinsichtlich Frequenzgang und Dynamik reichte, während beim 16-mm-Format eine Tonspurbreite von 2,5 mm und 18,29 cm/s bei 24 Bildern/s vorliegt. Super-8-Lichttonfilme waren nicht vom Filmamateur herstellbar, sondern wurden als Massenkopien von Spielfilmen, aber auch für Werbefilme verbreitet. Der große Vorteil lag in der preisgünstigen Herstellung dieser Massenkopien, da die Toninformation im gleichen Vorgang wie das Bild kopiert werden konnte und keine zusätzliche Bespurung mit Magnetband in weiteren Arbeitsschritten nötig war. Auch bestand beim Lichtton nicht die Gefahr, dass dieser versehentlich gelöscht oder überschrieben werden konnte, da Tonfilmprojektoren für Magnetton meist neben der Wiedergabe auch die Aufnahme und Löschung der Tonaufzeichnungen ermöglichten.

## Kamera

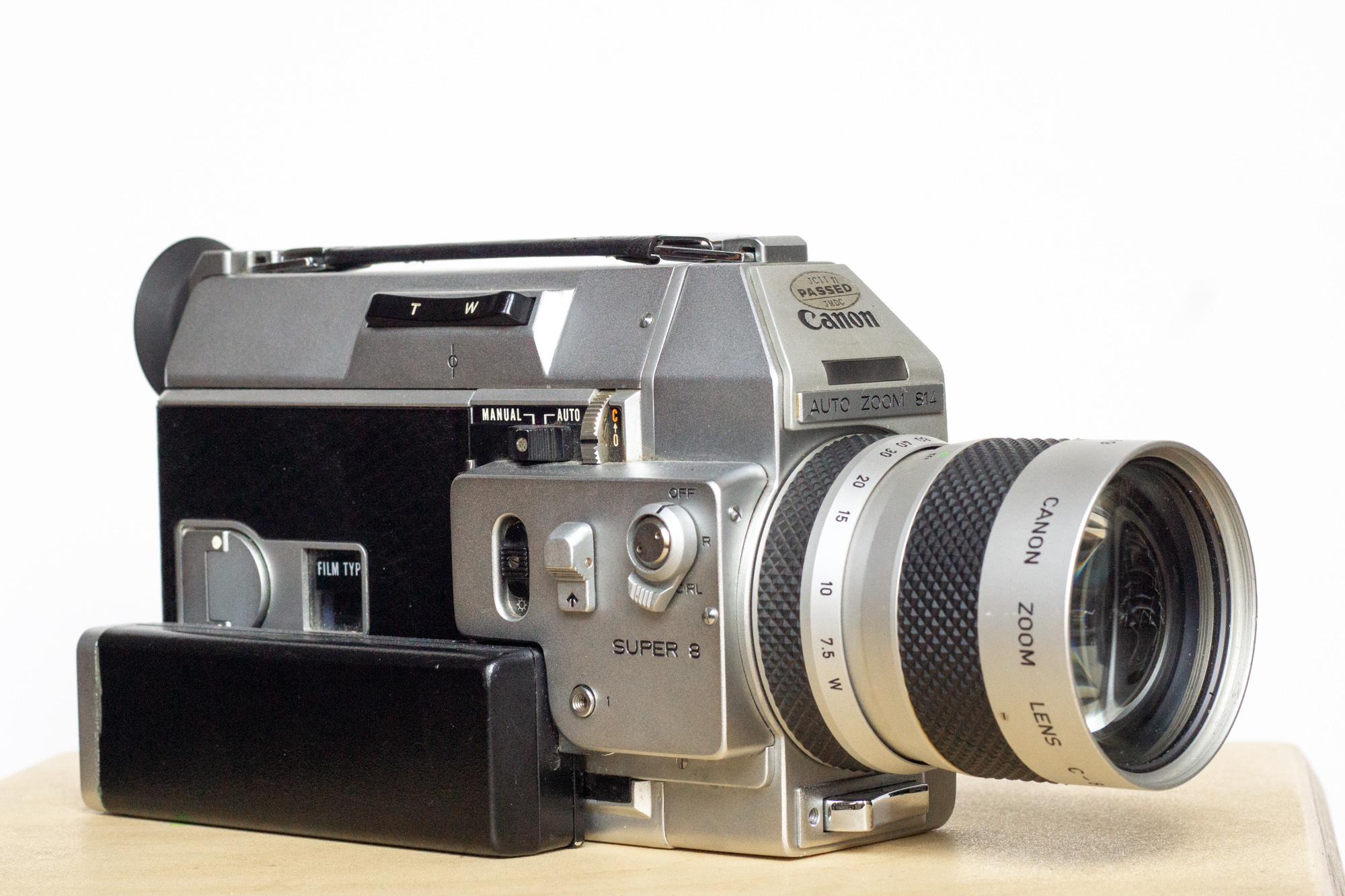
Canon Auto Zoom 814
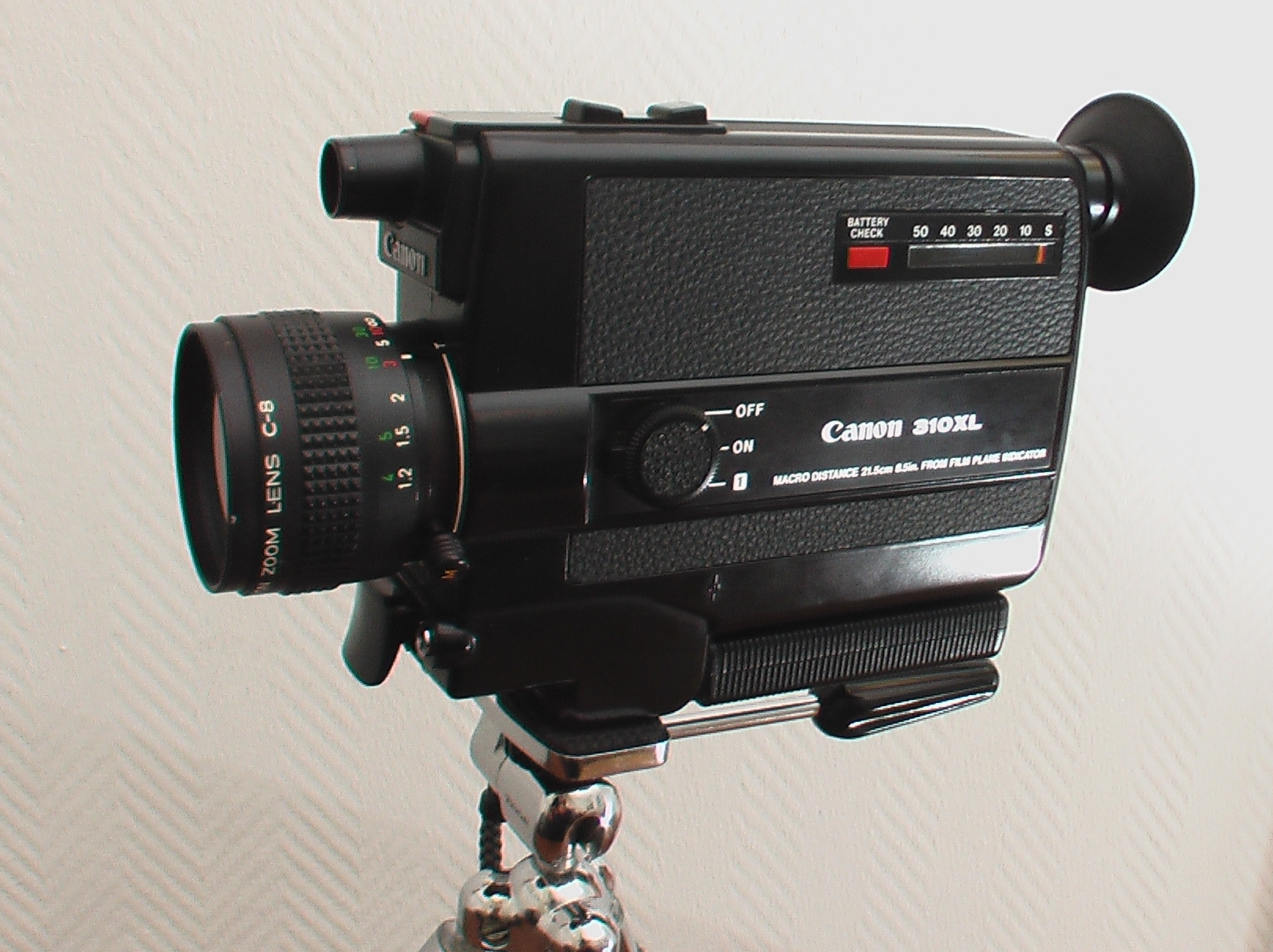
Canon 310XL
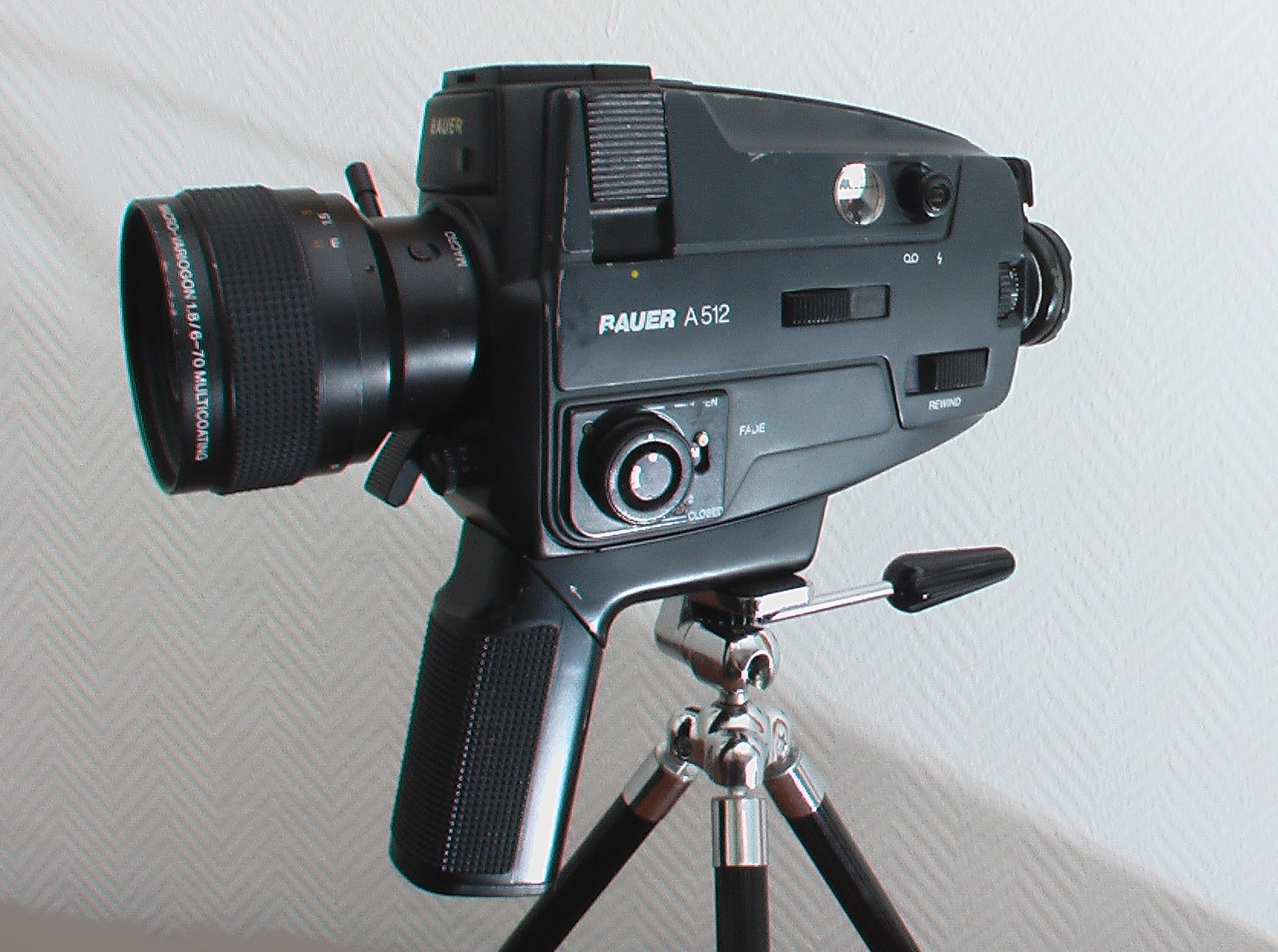
Bauer A512
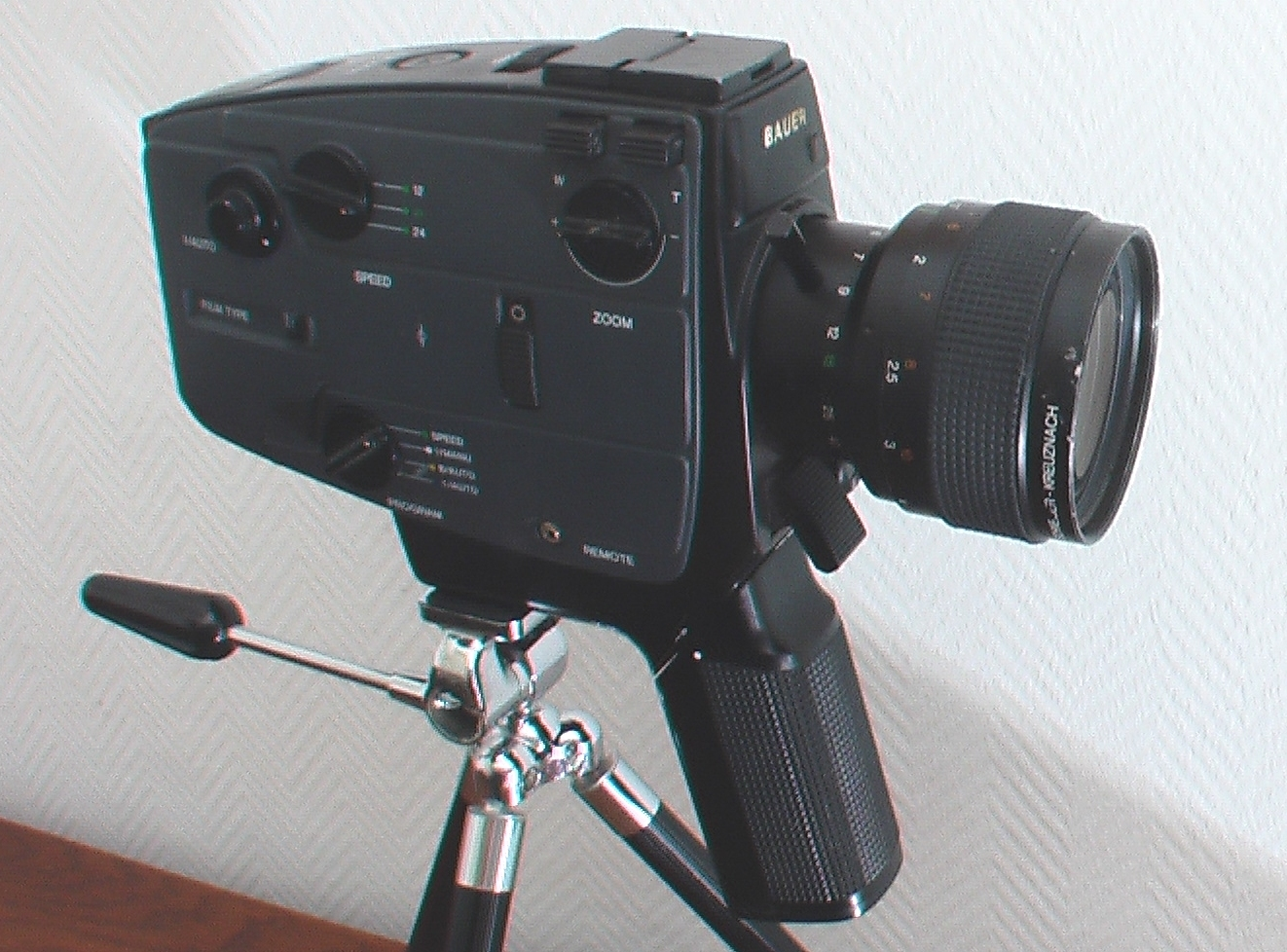
Bauer A512

### Filmgeschwindigkeit
Standard bei Super 8 waren 18 Bilder/s, einfache Kameras liefen mit keiner anderen Geschwindigkeit. Etwas gehobene Modelle boten eine Zeitlupe, der Film lief dann bei der Aufnahme meist etwa doppelt so schnell, also mit ca. 36 Bildern/s, bei noch besseren Kameras mit 54 Bildern/s (z. B. Nizo 561-S-8-Kamera), in selteneren Fällen sogar 70 Bildern/s. In dieser Klasse war überdies ein Zeitraffer üblich, dabei lief der Film mit der halben Geschwindigkeit, also 9 Bildern/s in der Kamera sowie die vom Kino bekannten 24 Bildern/s. Generelles Arbeiten mit dieser Geschwindigkeit setzte einen Projektor voraus, der sich ebenfalls auf 24 Bilder/s einstellen ließ, was aber gängig war. Dann reichte eine Super-8-Kassette naturgemäß nur für 2 min 30 s. Der Vorteil lag in einer kürzeren Belichtungszeit, also weniger unscharfen Bildern schnell bewegter Objekte und einer besseren Bewegungsauflösung. 24 Bilder/s brachten gelegentlich auch einen Nutzen, wenn man sie mit 18 wiedergab, beispielsweise machten sich dadurch die Stöße bei Fahraufnahmen weniger bemerkbar. Für Aufnahmen mit 24 Bildern/s waren ausreichende Lichtverhältnisse bzw. lichtstarke Objektive (z. B. Schneider Kreuznach) von Vorteil; langsame 9 Bilder/s konnten u. U. Innenaufnahmen ohne gutes Zusatzlicht (z. B. Kaiser-Scheinwerfer mit 500/1000/2000 Watt) ermöglichen. Ganz wenige Kameras besaßen eine spezielle 25-Bilder/s-Stellung. Sie war für Filme gedacht, die vom Fernsehen ausgestrahlt werden sollten. Das hatte allerdings nur für Tonfilme eine Bedeutung, andernfalls brauchte der Film nur unmerklich schneller abgetastet zu werden. Schon einfache Kameras hatten eine Einzelbildschaltung, die für Trickaufnahmen gedacht war. Dabei wurde mittels Draht- oder elektrischem Fernauslöser immer nur ein einziges Bild belichtet. Mit fortgeschrittener Elektronik kam es auch zu Einstellungen, die ein selbsttätiges Auslösen beispielsweise alle 60 s ermöglichte, sowie zu einem Selbstauslöser; dann lief die Kamera meist 10 s lang. Manche Kameras besaßen auch einen Anschluss für ein gewöhnliches Blitzgerät, das bei Einzelaufnahmen auslöste.

### Objektive
Zoom-Objektive waren unter Super-8-Kameras Standard, nur die ganz einfachen besaßen eine Festbrennweite. Das Zoomen ging bei gehobenen Kameras mit einem Servomotor in zwei Geschwindigkeiten vonstatten. Einfachere Modelle konnten nur während des Filmens motorisch zoomen, hier stellte ein Zahnrad per Tastendruck die Verbindung zum Filmtransport her. Für den Brennweitenvergleich mit Objektiven für 24×36-mm-Kleinbild-Fotokameras gilt der Formatfaktor 6,2; einem 7-60-mm-Super-8-Objektiv entsprach folglich ein etwa 45-370-mm-Kleinbildobjektiv.

### Taschenkameras
Bereits am Ende der 1960er Jahre erlaubte es der technische Fortschritt, besonders kompakte Kameras zu bauen, ein Beispiel hierfür ist die Agfa Microflex. Diese Taschenkameras fielen kaum größer als ein Taschenbuch aus, so dass man sie problemlos in einer Manteltasche unterbringen konnte. Ihre geringen Abmessungen kamen zum einen durch eine besonders kompakte Mechanik zustande, zum anderen aber auch durch einige Kompromisse bei der Ausstattung: Das Objektiv besaß nur einen geringen Zoombereich, gewöhnlich dreifach, und sie verzichteten zumeist auf einen Schnellgang, damit sie mit wenigen Batterien auskamen. Von den kompakten Kameras versprach man sich zusätzliche Kunden, weswegen die meisten Hersteller sie dann auch in ihr Programm aufnahmen. Der praktische Nutzen einer Taschenkamera hielt sich aber in Grenzen, da man sie mit ihrem geringen Gewicht weniger ruhig halten konnte und sich für ruhige Bilder ohnehin ein Stativ empfahl.

### XL-Kameras
Mit dem ISO-160/23°-Film kamen 1973 auch XL-Kameras auf, wobei XL für existing light stand und auf eine besondere Eignung bei ungünstigen Lichtverhältnissen hinwies. Solche Kameras besaßen generell ein besonders lichtstarkes Objektiv, mitunter sogar mit einem Öffnungsverhältnis von 1:1 und zusätzlich eine längere Belichtungszeit. Hierzu wies die Sektorenblende in der Kamera nicht die üblichen 160°–180°, sondern bis zu 230° auf. 180° bedeutete, der Film wird während der halben Zeit belichtet, in der übrigen Zeit verdunkelt, damit er transportiert werden kann. Bei 18 Bildern/s ergibt sich so eine Belichtungszeit von 1/18 s × 180°/360° = 1/36 s, im Falle der XL-Blende von 1/18 s × 230°/360° = ca. 1/28 s. Die kürzere Verdunkelung verlangte naturgemäß nach einem schnelleren Filmtransport und der Preis der längeren Belichtung lag in einer höheren Bewegungsunschärfe. XL-Kameras gab es bereits in der unteren Preisklasse, also mit sonst einfacher Ausstattung. Die spezielle Ausrichtung auf Nachtaufnahmen konnte man mit ungefähr 3½ bis 4 Blendenstufen Vorteil veranschlagen, was sich auf ½ Stufe für die Sektorenblende, 1 bis 1½ Stufen für das Objektiv und 2 Stufen für den hochempfindlichen Film aufteilte.

### Schärfentiefe
Für engagierte Filmer war ein geringer Schärfenbereich wichtig, um den Hintergrund aus gestalterischen Gründen unscharf halten zu können. Da sich mit zunehmender Brennweite die Schärfentiefe verringert und die Brennweite für eine bestimmte Vergrößerung wiederum von der Bildgröße abhängt, waren Super-8-Kameras den aktuellen Videokameras mit ihren 1/3″ oder kleineren CCD-Bildwandlern überlegen. Hinzu kamen die extrem lichtstarken Objektive, da sich mit kleineren Blendenwerten die Schärfentiefe ebenfalls verringert. Allerdings sind 16- und noch viel mehr 35-mm-Kameras den Super-8-Kameras in puncto geringer Schärfentiefe wesentlich überlegen.

### Automatik
Viele Kameras waren schon früh mit einer Belichtungsautomatik ausgerüstet, die sich oft abschalten ließ. Tonfilmkameras besaßen manchmal einen zuschaltbaren automatischen Tonverstärker, um stets eine optimale Pegelung der Aufnahmelautstärke zu ermöglichen. Einige späte Modelle (von Bell & Howell, Bolex, Canon, Chinon, Elmo, Revue und Sankyo) besaßen darüber hinaus auch einen Autofokus, der genauso wie bei heute handelsüblichen Camcordern funktionierte.

### Hersteller
Für das Super-8-Format erschienen insbesondere um 1970 zahlreiche Kameras, sowohl von reinen Filmkameraherstellern wie z. B. Beaulieu, Bauer, Braun Nizo oder Eumig wie auch von solchen, die auch Fotokameras herstellten, wie Agfa, Canon oder Leitz. Insgesamt hielt der Weltmarkt über 1000 Modelle bereit, von denen einige aber z. B. nur in Japan oder nur in der UdSSR verkauft wurden. Der französische Hersteller Beaulieu offerierte besonders raffinierte Modelle, darunter solche mit ungewöhnlichen 80 Bildern/s für die Zeitlupe, Wechselobjektiven und mit einer speziellen Kassette, die losen Film aufnahm und über der Kamera montiert wurde. Super-8-Kameras gab es ab ungefähr 200 DM zu kaufen. Auf dem Höhepunkt der Ära boten Versandhäuser wie Neckermann oder Foto Quelle sogar Einsteigermodelle für 100 DM an (entspricht heute etwa 140 EUR).

## Nachbearbeitung

### Schnitt

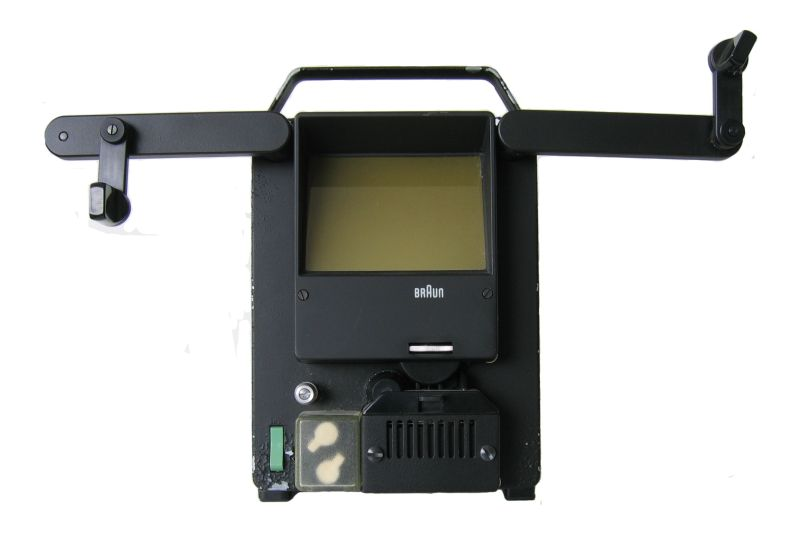
Super-8-Filmbetrachter von Braun

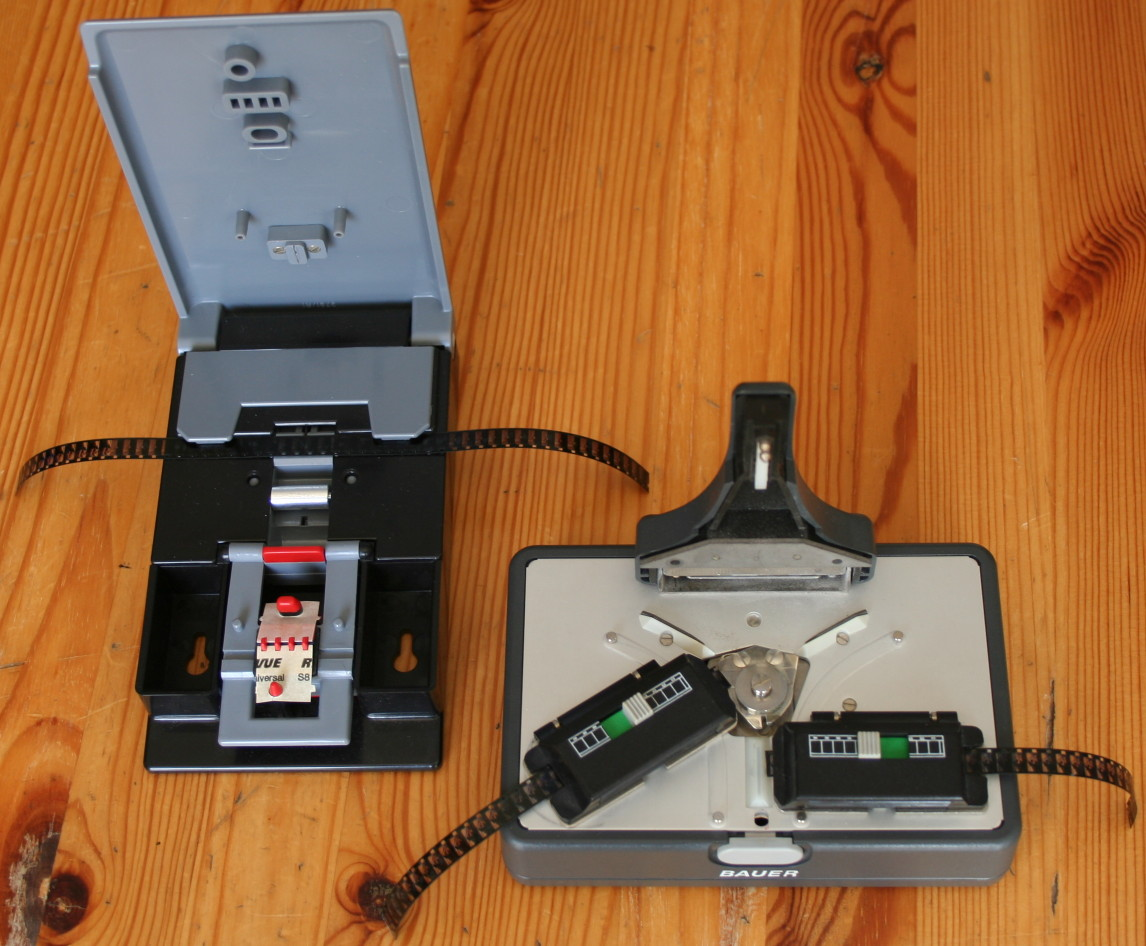
Trocken- und Nassklebepresse für Super-8-Film

Der entwickelte Film kam auf einer kleinen Spule mit aufgesetzter Kappe vom Labor und konnte sofort mit einem Projektor vorgeführt werden. Der übliche Weg war aber, ihn mit einem speziellen Betrachter anzusehen, in einzelne Szenen zu schneiden, diese auf einem Klemmbrett (die es auch beleuchtet gab) zu sortieren und dann aneinanderzufügen. Hierzu bedurfte es einer Klebepresse, in welcher der Film so passgenau eingelegt werden konnte, dass er bei der Projektion nicht hängen blieb. Dabei gab es zwei Verfahren, das Nasskleben und das Trockenkleben mit transparenten Klebefolien. Für das Nasskleben musste am Film eine schräge Kante erzeugt werden, was je nach Art der Klebepresse mit einem Hobel oder mit einem batteriebetriebenen Schleifkopf geschah. Zum Trockenkleben wurde ein spezieller Klebefilm beidseitig so auf den Film angebracht, dass meistens nur die erste, nicht aber die zweite Tonspur frei blieb. Trockenklebefolien haften auf allen Filmmaterialien, während das Nasskleben nicht mit Polyestermaterial funktioniert, also z. B. nicht mit den Super-8-Filmen von Ferrania/3M oder div. Spielfilmkopien.

### Titel
Für Filmtitel hielten Fotozubehörhersteller spezielle Geräte bereit: Steig- und Lauftitel entstanden mit Stoffbahnen, die von zwei Walzen bewegt und auf denen die Buchstaben befestigt wurden. Sollten Titel in ein bewegtes Bild eingeblendet werden, musste man den Film mit dem Projektor in ein spezielles Trickgerät projizieren. Dann konnte man beides, Film und Titel aufnehmen. Solch ein Trickgerät erlaubte auch das Kopieren von Filmen und somit das Umwandeln von Normal-8- in Super-8-Film. Eine einfachere Möglichkeit bestand in einem Makrohalter, den man allerdings bereits vor Ort verwenden musste: Auf eine Glasscheibe schrieb man den Titel, durch diese hindurch wurde mit kleiner Blende und somit großer Schärfentiefe die Szene gefilmt.

### Spulengrößen
| Spulengröße | Spulengröße | Filmlänge | Filmlänge | Min. Stumm | Min. Stumm | Min. Ton | Min. Ton |
| ~ inch      | mm          | feet      | ~ m       | 18 B/s     | 24 B/s     | 18 B/s   | 24 B/s   |
| ----------- | ----------- | --------- | --------- | ---------- | ---------- | -------- | -------- |
| 3           | 74          | 50        | 15        | 3,5        | 2,5        | 3,5      | 2,5      |
| 4           | 93          | 100       | 30        | 6,5        | 6          |          |          |
| 5           | 127         | 200       | 60        | 13         | 10         | 11       | 8        |
| 6           | 147         | 300       | 90        | 20         | 15         | 16       | 12       |
| 7           | 177         | 400       | 120       | 26         | 20         | 21       | 16       |
| 8           | 206         | 600       | 180       | 40         | 30         | 32       | 24       |
| 9 3/4       | 248         | 830       | 250       | 55         | 42         | 43       | 33       |

Die Längenmaße sind keine exakten Umrechnungen, sondern die üblichen Angaben. Bei den Spulengrößen sind die mm-Angaben recht exakt, sie unterscheiden sich jedoch je nach Hersteller um wenige Millimeter. Die Inch-Angaben sind gerundete Nenngrößen. Die auf die Spulen passenden maximalen Filmlängen sind die üblicherweise verwendeten Nenngrößen, Feet und Meter unterscheiden sich bis zu 3 Meter. Bei Super 8 sind 72 Bilder auf einer Filmlänge von einem Foot. Durch die Magnetspur beim Tonfilm ist dieser ein wenig dicker, weshalb etwas weniger Filmmaterial auf die Spule passt.

## Projektoren

### Stummfilm

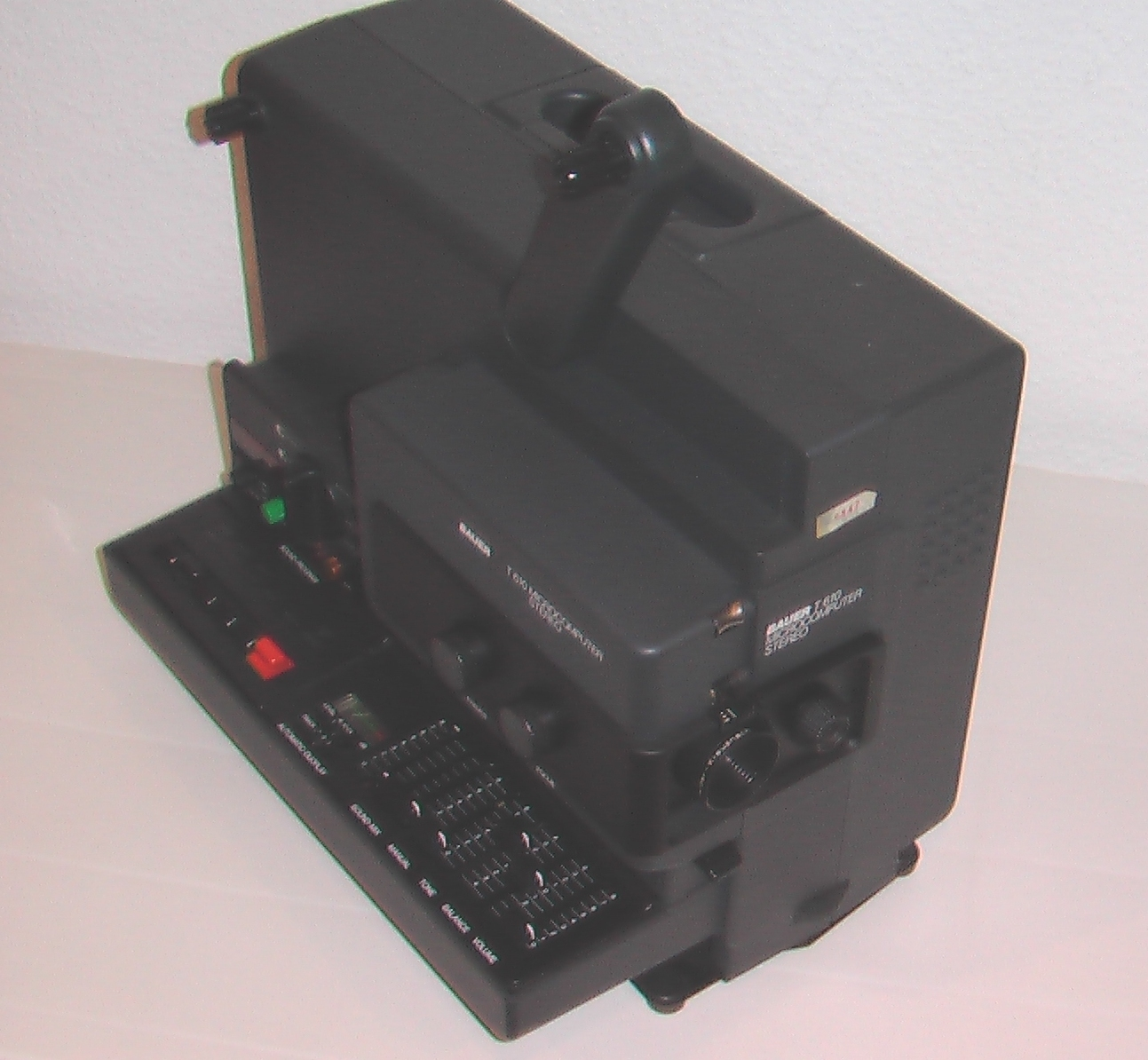
Super-8-Projektor „Bauer T610“ mit Stereo-Ton und Mikroprozessor

Super-8-Projektoren gab es ab etwa 200 DM zu kaufen. Einfache Modelle benutzten noch lange Zeit eine gewöhnliche 50-W-Niederspannungslampe, teurere eine Halogenlampe mit bis zu 100 W. Ein häufiges Ausstattungsmerkmal war ein Zweifach-Zoom, mit dem sich der Projektorstandort leicht der Leinwandgröße anpassen ließ. Stummfilmprojektoren, die nicht für die Synchronisation mit einem Tonbandgerät vorgesehen waren, hielten die Vorführgeschwindigkeit nur ungefähr ein, beispielsweise ging die Umschaltung von 24 auf 18 Bildern/s häufig dadurch vonstatten, dass Reibelemente den Motor abbremsten. Die Projektoren unterschieden sich auch durch die maximale Spulengröße; manche konnten nicht einmal 120-m-Spulen aufnehmen, andere sogar welche für 360-m-Film. Um 1972 erschienen Projektoren für spezielle Filmkassetten, die den Super-8-Film enthielten. Es gab zwei Systeme, die technisch unbegabten Anwendern entgegenkommen sollten, sich aber überhaupt nicht durchsetzen konnten. Mit Aufkommen der Selbstfangspulen brauchte man allerdings ohnehin nur noch den Filmanfang in die zugehörige Aufnahme des Projektors zu stecken.

### Tonfilm
Von den Tonfilmprojektoren erschienen zunehmend raffiniertere Modelle. Es gab welche mit eingebautem Kassettenrecorder; zunehmend verbreiteten sich aber solche, die mit bespurten Filmen arbeiteten. Besonders komfortabel ließ sich mit jenen arbeiten, die zwei Spuren verwendeten. Dann lag auf einer Spur das Hintergrundgeräusch, beispielsweise eine Musik, und auf der zweiten Spur konnte ein Kommentar gesprochen werden. Bei der Wiedergabe stellte der Projektor den Hintergrundton während des Sprechens automatisch leiser. Mit einigen Projektoren ließ sich durch die Nutzung beider Spuren auch eine Stereo-Wiedergabe bzw. Aufnahme realisieren.

### Agfa Family/Elmo Album
1979 versuchten Agfa und Elmo mit den Systemen „Family“ (Agfa) und „Album“ (Elmo) den Super-8-Film noch einmal zu beleben. Die Idee dabei war, mit einer Kamera sowohl filmen wie auch fotografieren zu können. Hierzu gab es von Agfa eine extrem primitive, dafür mit 149 DM (entspricht heute etwa 210 EUR) auch billige Kamera, die zwei Tasten besaß: Drückte man auf die eine, dann funktionierte der Apparat als gewöhnliche Super-8-Kamera; drückte man die andere, dann wurde ein einziges Bild auf den Film belichtet und eine Markierung in dessen Rand gestanzt. Elmos „C65 Album 3600“ funktionierte ähnlich, war aber besser ausgestattet (u. a. Zoomlinse). Zum Betrachten gab es ein spezielles Gerät mit einer kleinen Mattscheibe (8 cm × 10 cm) und liegenden Spulen, welches im Set mit der Kamera 498 DM (Listenpreis; entspricht heute etwa 690 EUR) kostete. Später erschien dafür noch ein Vorsatz, der das Bild auf 15,5 cm × 20,5 cm vergrößerte. Der Apparat führte Super-8-Filme mit 18 Bildern/s vor und hielt den Filmtransport für 8 s an, sobald eine Markierung erschien. So konnten die Fotos betrachtet werden.
Agfa stellte von vornherein den Family Print vor, der aber erst Ende 1981 lieferbar war. Ihn konnte man seitlich an das Betrachtungsgerät ansetzen, um Standbilder auf den Kodak-Sofortbildfilm PR 10 zu belichten. Das Format betrug 6,8 cm × 9,0 cm. Schon zuvor konnte man mit einem Faden in der Perforation markierte Bilder von einem Labor vergrößern lassen. Die Qualität von Super-8-Papierabzügen war aber generell miserabel, besaß doch bereits die Minox-Kleinstbildkamera ein viermal größeres Negativ. Agfa Family geriet zu einem riesigen Misserfolg. Ein ähnlich konzipiertes System, allerdings ohne Standbilder, war Polavision (siehe Polaroid).

## Historische Hersteller

### Filme
Da man weiterhin zahlreich unbelichtete und auch oft noch verpackte Filme bei eBay (einzeln oder zusammen mit technischer Ausrüstung) preisgünstig aus zweiter Hand ersteigern kann, die zumeist trotz abgelaufenem Haltbarkeitsdatum noch sehr gut verwendbar sind, wird hier ein Überblick über die ehemaligen Filmhersteller und die von ihnen hergestellten Sorten gegeben.
Bei jedem einzelnen Film aus zweiter Hand sind natürlich die Lagerbedingungen für die Qualität bei heutiger Verwendung ausschlaggebend; je kühler und trockener ein Film gelagert wurde, desto besser. Selbstredend sind Filme vorzuziehen, die sich noch originalverpackt in ihrer ursprünglichen, ungeöffneten Vakuumfolie befinden. Bei bereits geöffneten Filmen gibt es außer den Buchstaben EXPOSED ganz am Ende keine Möglichkeit, zu ermitteln, wie viele Meter bereits verdreht wurden, und zurückspulen kann man eine Super-8-Kassette nicht.
Kodak produziert und verkauft bis heute Super-8-Filme. Emulsionen mit dem Namen Kodachrome konnten stets ausschließlich von Kodak entwickelt werden. Das hatte zum Teil mit dem hochkomplizierten, patentierten Entwicklungsverfahren von Kodachrome zu tun, welches eine außergewöhnlich lange Haltbarkeit des entwickelten Films ermöglichte. Bewegtfilme der Sorte Kodachrome haben im Laufe ihrer bisher 70-jährigen Geschichte diese Haltbarkeit ohne auch nur geringste Einbußen wie etwa Farbverschiebungen erwiesen, und wissenschaftliche Tests in physikalischen Labors (u. a. Wilhelm Imaging Research, Inc.) weisen sogar auf eine wahrscheinliche, weiter unveränderte Beständigkeit der Güte dieses speziellen Filmmaterials nach seiner Entwicklung im Laufe hunderter von Jahren hin. Ist ein Film der Sorte Kodachrome erst einmal entwickelt, hält man ein kulturelles Zeugnis in Händen, das einen aller Wahrscheinlichkeit nach unversehrt überleben wird.
- Kodachrome II verkaufte Kodak schon seit 1935, ab 1965 auch für Super 8. Kann heute nur noch sehr teuer in den USA als Schwarzweißfilm entwickelt werden.
- Kodachrome 25 war, ähnlich wie Kodachrome II, älter als Super 8, wurde aber auch in diesem Format angeboten. Farbe, Tageslicht, 25 ASA. Wurde wie der K40 bis September 2006 kostenlos vom kodakeigenen Labor in der Schweiz entwickelt, sowie bis Ende 2010 durch Dwayne’s Photo, Parsons KS (USA).

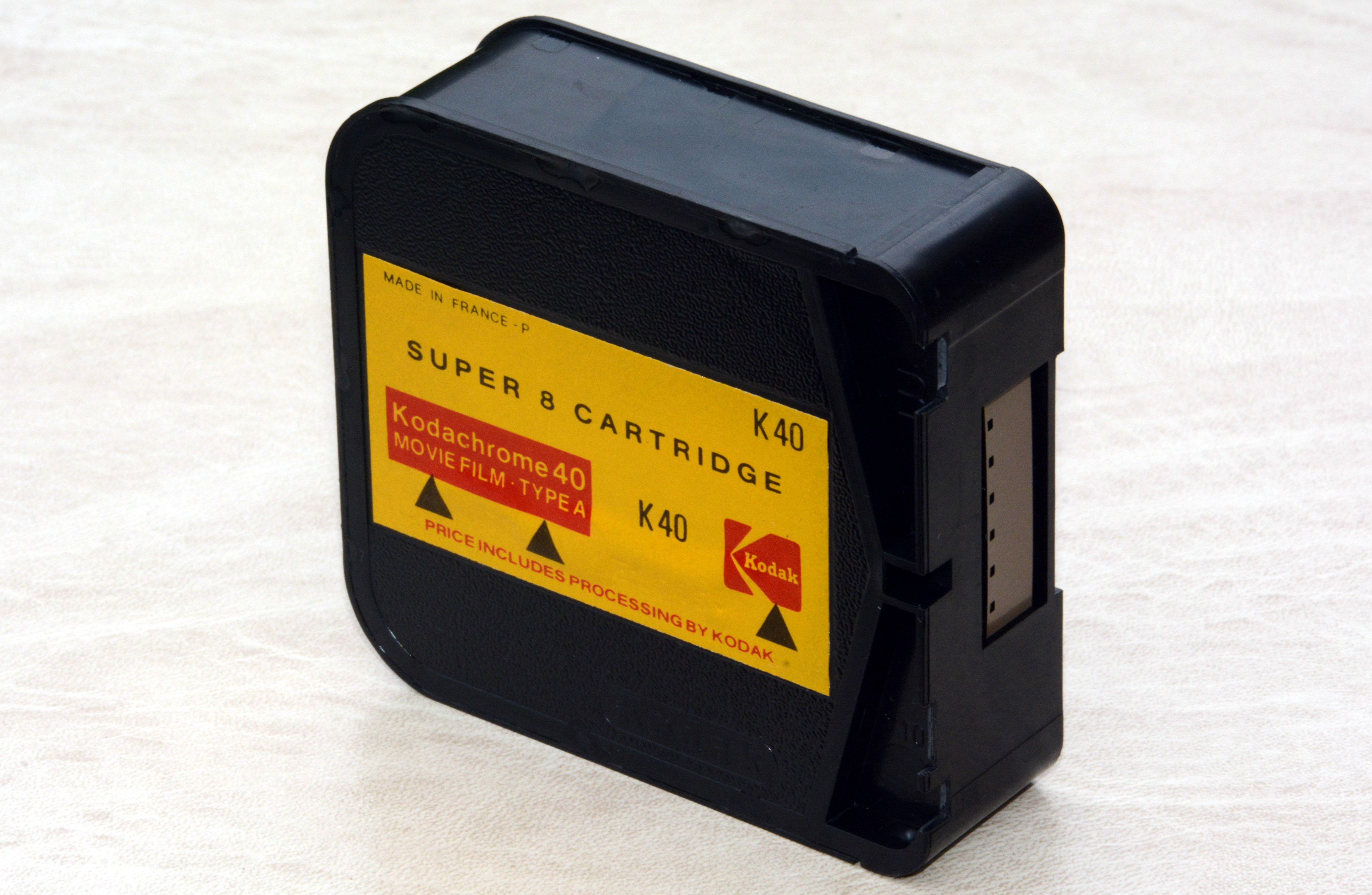
Kodachrome 40, Typ A

- Kodachrome 40, Typ A Kodachrome 40 war bis zur Ankündigung des Produktionsendes im Mai 2005 vor allem seiner Feinkörnigkeit wegen der klassische und verbreitetste Super-8-Film, mit dem zusammen das Format eingeführt worden war. Gab es von 1973 bis 1997 auch als Tonfilm mit Magnetspur. Farbe, Kunstlicht, 40 ASA. Wurde bis September 2006 kostenlos vom kodakeigenen Labor in der Schweiz entwickelt, sowie bis Ende 2010 durch Dwayne’s Photo, Parsons KS (USA). Heute gibt es keine Entwicklungsmöglichkeit mehr, da der Aufwand für das Entwicklungsverfahren zu groß ist.

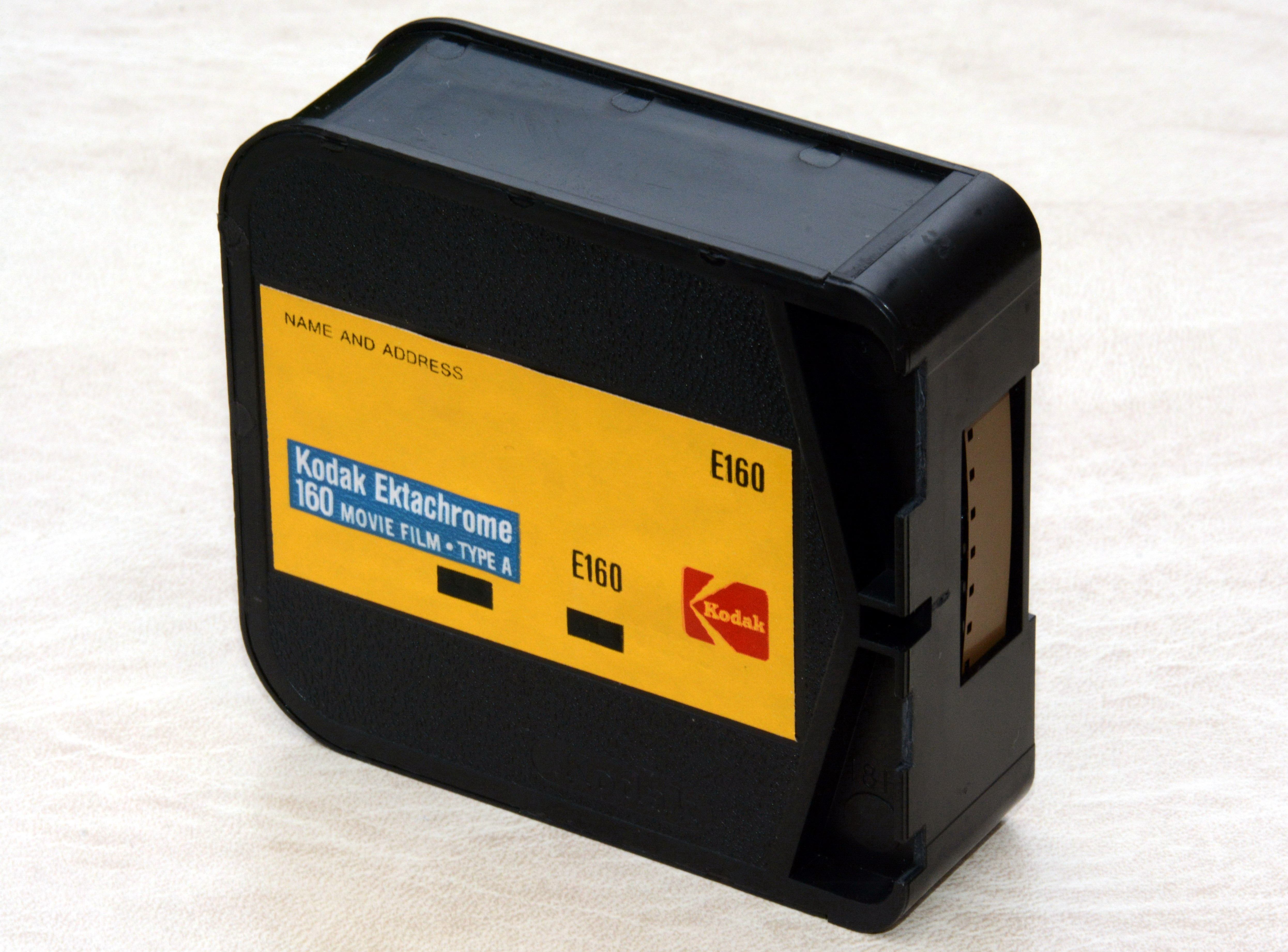
Ektachrome 160, Typ A

- Ektachrome 160, Typ A Ektachrome 160 war ein lichtempfindlicher Film, besonders für Innenaufnahmen, die bei Filmen mit 40 ASA nur unter Verwendung starker Filmleuchten möglich waren. Seit Einführung 1973 auch als Tonfilm mit Magnetspur, ab Ende der 1980er Jahre nur noch als Tonfilm neben dem K40 mit Ton, um sowohl Innen- (Ektachrome) wie Außenaufnahmen (K40) mit Liveton weiterhin zu ermöglichen. Farbe, Kunstlicht, 160 ASA. War bis etwa 1982/84 im heute nicht mehr angebotenen M4-Verfahren zu entwickeln, danach im üblicheren EM26-Verfahren, das heute noch von Andec in Berlin und Frank Bruinsmas S8 Reversal Lab in Rotterdam (Niederlande) angeboten wird. Hält sich einigermaßen etwa 20 Jahre über das Haltbarkeitsdatum hinaus, wird nach Ablauf im Laufe der Zeit bis zur Belichtung zunehmend gelber, unter gleichzeitiger Zunahme des Korns.

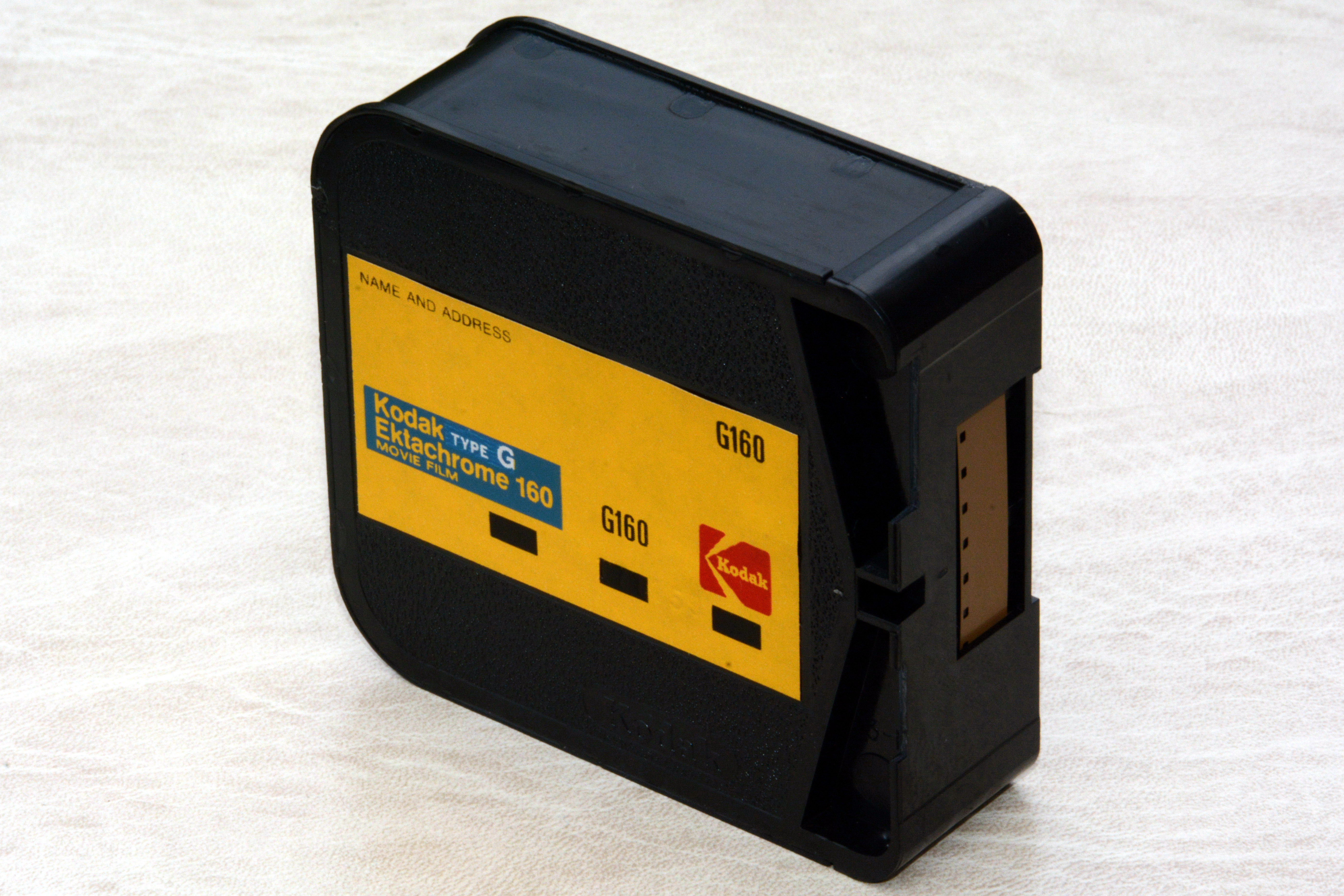
Ektachrome 160, Typ G

- Ektachrome 160, Typ GEktachrome 160G wurde ab etwa Mitte der 1980er Jahre parallel zum Ektachrome 160 verkauft; war nie sehr beliebt, da dieser Film vom sog. Typ G zwischen Kunstlicht und Tageslicht liegen sollte, um Aufnahmen ohne Filter zu ermöglichen, das Ergebnis hat jedoch oft einen starken Grünstich. Farbe, 160 ASA. Wird von Frank Bruinsmas S8 Reversal Lab entwickelt.
- Ektachrome 7240 VNF war der 1997 eingeführte und 2004 wieder eingestellte Nachfolger des Ektachrome 160G mit neutraleren Farben; trotz seiner unüblichen Empfindlichkeit von den meisten Kameras ohne große Probleme zu belichten. „VNF“ stand dabei für Video News Film, denn es handelte sich dabei tatsächlich um eine extra für die Fernsehberichterstattung in 16 mm entwickelte Emulsion. Verkaufte sich jedoch nicht so gut, so dass er noch lange Zeit nach Produktionsende zu kaufen war. Farbe, Kunstlicht, 125 ASA. Wird sowohl von Andec wie auch von Frank Bruinsmas S8 Reversal Lab entwickelt. Qualitätseinbußen aufgrund Überlagerung sind bisher nicht beobachtet worden.
- Außerdem stellte Kodak auch Schwarzweißfilme, Negativmaterialien, den Farbfilm Ektachrome 40 und andere Super-8-Filme her.

Agfa verkaufte von 1965 bis 1994 Super-8-Filme, die bis 1996 auch im eigenen Hause entwickelt wurden; Agfafilme wurden oft von anderen Firmen auch unter anderen Markennamen für Super 8 verkauft, wie z. B. von Revue (Photo-Quelle) oder der englischen Firma Boots. Alle hier genannten Filmsorten für Super 8 von Agfa werden heute von Frank Bruinsmas S8 Reversal Lab entwickelt.
- Agfachrome 40 wurde bis etwa 1982 verkauft; gab es auch als Tonfilm mit Magnetspur. Farbe, Kunstlicht, 40 ASA.
- Agfachrome 160 war die parallele, lichtempfindlichere Variante desselben Films, die es ebenfalls als Tonfilm mit Magnetspur gab. Farbe, Kunstlicht, 160 ASA.

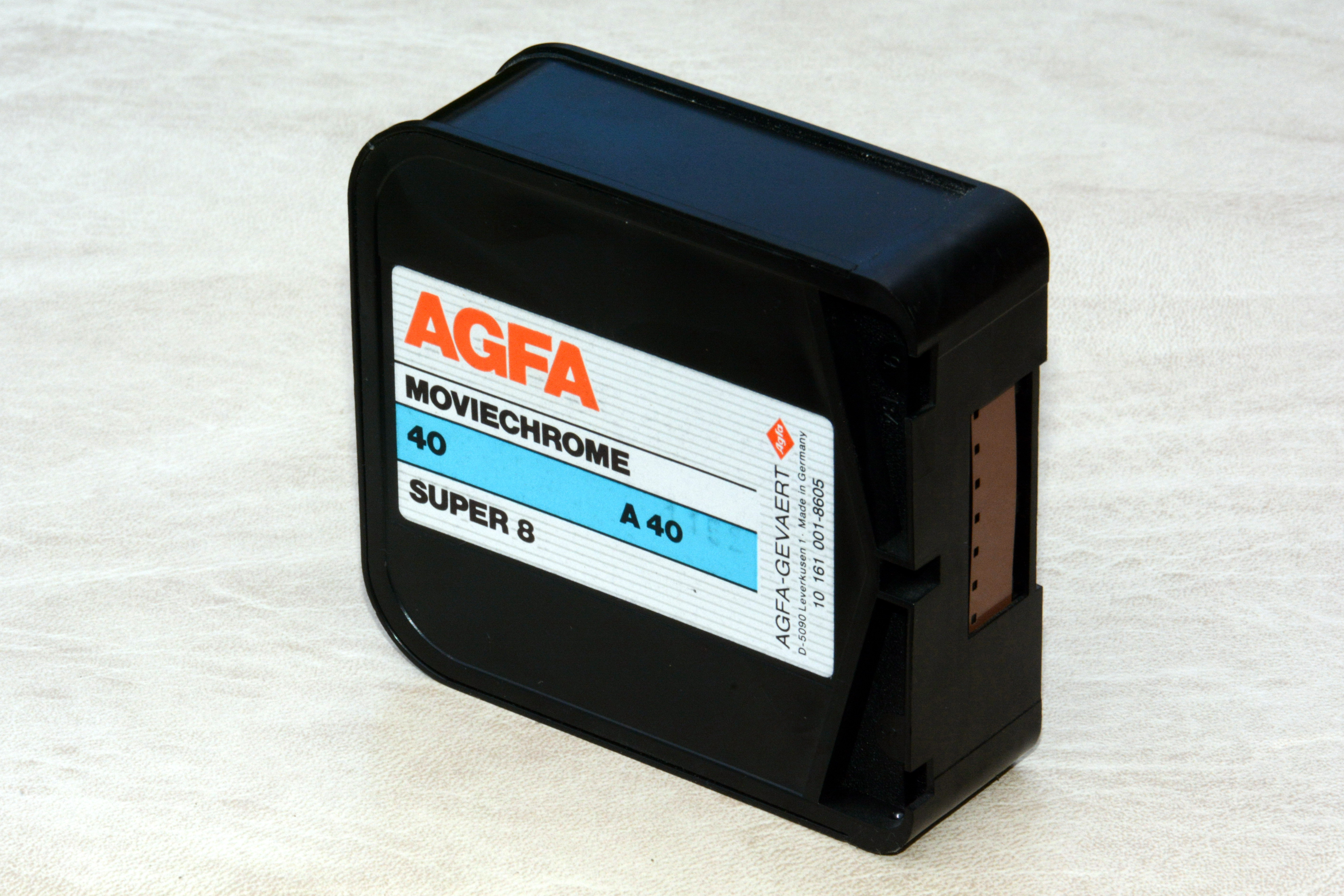
Agfa Moviechrome 40

- Agfa Moviechrome 40 Agfa Moviechrome 40 löste ab etwa 1982 den Agfachrome 40 ab; unter dieser Bezeichnung wurden bis 1994 vier aufeinanderfolgende, verschiedene Emulsionen verkauft. In der roten Verpackung mit blauem Firmenlogo bis 1986; wird dieser heute verwendet, weist er ein grobes Korn und einen starken Grünstich in den dunkelsten Farbtönen auf. In der roten Verpackung mit weißem Logo offenbar nur im Jahre 1986; weist von allen historischen Filmsorten für Super 8 die größte Haltbarkeit vor der Belichtung auf, so dass heute gedrehte Aufnahmen noch immer wie frisch hergestelltes Filmmaterial aus erster Hand aussehen. In der weißen Verpackung allein mit blauem Streifen von 1986 bis etwa 1990; bei heutiger Verwendung oft ein kaum wahrnehmbarer, sehr ästhetischer Blaustich, der in seiner visuellen Wirkung einem Weichzeichner gleichkommt. In der weißen Verpackung mit blauem und rotem Streifen von etwa 1990 bis zum Schluss 1994; bei heutiger Verwendung oft nostalgische Gelbtöne, ähnlich vergilbtem Papier. Alle vier Emulsionen auch als Tonfilme mit Magnetspur. Farbe, Kunstlicht, 40 ASA.
- Agfa Moviechrome 160 war die lichtempfindlichere Version des Moviechrome 40, erlebte jedoch nur die Emulsionsversion der roten Verpackung mit blauem Logo; gab es auch als Tonfilm mit Magnetspur. Farbe, Kunstlicht, 160 ASA.

Revue, eine Unterabteilung von Photo-Quelle, verkaufte bis etwa 1992 nur drei aufeinanderfolgende Filmsorten für Super 8, Entwicklung heute durch Frank Bruinsmas S8 Reversal Lab.
- Revue Chrome 70er Jahre; Polyesterfilm (erkennbar durch den Hinweis „Kann nicht nass geklebt werden!“), mutmaßlich Fuji Single 8-Material in Super-8-Kassetten, alternativ könnte es sich noch um Super-8-Polyesterfilme von 3M/Ferrania handeln. Farbe, Kunstlicht, 40 ASA. Rote Verpackung mit gelbem Streifen, schwarzer und weißer Schrift. Zustand bei heutiger Verwendung nicht bekannt, aufgrund starker Überlagerung (Ablaufdaten um 1978) starke Veränderungen zu erwarten.
- Revue Superchrome RC-8 bis etwa 1986; gab es auch als Tonfilm mit Magnetspur. Farbe, Kunstlicht, 40 ASA.
- Revue Superchrome 40 von 1986 bis etwa 1992, angeblich Restbestände von Agfa oder in der Herstellung identisch mit der Sorte Agfa Moviechrome 40 in roter Schachtel mit blauem Logo (s. d.), so dass bei heutiger Verwendung ähnliches Farbverhalten zu erwarten ist. Gab es auch als Tonfilm mit Magnetspur. Farbe, Kunstlicht, 40 ASA.

Photo Porst verkaufte bis etwa 1990 nur eine einzige Filmsorte für Super 8, Entwicklung heute durch Frank Bruinsmas S8 Reversal Lab.
- Unter der einfachen Bezeichnung Porst gab es diesen Film sowohl stumm wie auch als Tonfilm mit Magnetspur. Auch bei heutiger Verwendung noch besonders nostalgisch knallige, bunte Farben. Farbe, Kunstlicht, 40 ASA.

Perutz verkaufte wie Porst bis etwa 1990 nur eine einzige Filmsorte für Super 8, Entwicklung heute durch Frank Bruinsmas S8 Reversal Lab.
- Perutz Peruchrome, stumm und mit Ton, ist bei heutiger Verwendung stark blau- bis türkisstichig. Farbe, Kunstlicht, 40 ASA.

Weitere Hersteller waren u. a. Technicolor, Ilford, Sakura, ORWO, Svema und Ferrania/3 m.

## Kauffilme
Für Super 8 gab es auch fertige Filme zu kaufen. Es existierten Dokumentar- und Lehrfilme, Sportdokumentationen (beispielsweise die Zusammenfassung einer Fußballweltmeisterschaft), Kinderfilme, und auch für die pornographische Industrie hatte die Möglichkeit, Filme für den Heimgebrauch anbieten zu können, eine große Bedeutung. Selbst bekannte Spielfilme waren verfügbar; diese waren meist stark gekürzt und wurden auf ein bis drei Filmrollen zu je 120 Meter – das entspricht rund 17 Minuten – angeboten. Manche Filme, insbesondere Kinderfilme, wurden oft sogar auf unter 10 Minuten Spieldauer gekürzt. Darunter gab es auch schwarz-weiße Kopien von Farbfilmen, die billiger angeboten werden konnten, da man z. T. Filmmaterial aus DDR- oder osteuropäischer Produktion verwendete. Im Katalog des Versandhändlers Foto-Quelle nahm das Angebot um 1975 beispielsweise eine ganze Seite ein. Erhältlich waren Längen von 15, 17, 33, 45, 66, 90 und 110/120 m, wobei viele Kunden mit dem Kauf ihrer Super-8-Ausrüstung einige kurze Filme erwarben, damit sie den Projektor sofort ausprobieren konnten.
Kurze Filme mit nur wenigen Minuten Länge waren häufig Stummfilme, längere Filme wurden meist als Tonfilm angeboten. Üblich war dabei zumeist eine Magnettonspur, es existierten jedoch auch Kauffilme, die stattdessen über Lichtton verfügten. Diese erforderten einen Projektor, der für die Wiedergabe von Lichtton geeignet war, was nur wenige Top-Modelle beherrschten. Der Vorteil lag in der billigeren Herstellung, denn Lichtton wurde beim Kopieren gleich mit übertragen. Der Anwender selbst konnte keinen Lichtton erzeugen, sieht man einmal von der Nutzung der sehr seltenen Single-8-Kamera ab. In den allermeisten Fällen war lediglich eine Mono-Tonspur vorhanden, nur einige wenige wurden Filme mit Stereo-Magnettonspur angeboten, wobei die Stereo-Wiedergabe auch nur mit speziellen Stereo-Tonfilmprojektoren möglich war, von denen nur wenige Modelle existierten.
Die Firmen Marketing (Bochum), Piccolo (München) und UFA-ATB (Essen) waren die größten Anbieter von Super-8-Kauffilmen. Sie boten 15/17/30/33/45/50/55/60/66/70/90/110/120/180/220/240/300/330/360/440- und 480-Meter-Fassungen an. Vorgenannte als auch andere Hersteller brachten auch Komplettfassungen mit einer Länge von 600 Metern und mehr in Farbe oder schwarz-weiß und mit Ton auf den Markt.
In der DDR wie in anderen RGW-Staaten waren ebenfalls Super-8-Kauffilme erhältlich. In der DDR wurden sie vom VEB-DEFA-Kopierwerk hergestellt und als sogenannte „DEFA-Heimfilme“ herausgegeben. Das sehr umfangreiche Sortiment umfasste auf 33 oder 66 Meter Länge gekürzte Filme aus der DEFA-Produktion, aber auch gekürzte Fassungen von Filmen aus übrigen sozialistischen Ländern (Gustav/VR Ungarn, Hase und Wolf/Sowjetunion, Der kleine Maulwurf/ČSSR) und historischer Filme. Daneben wurden vereinzelt Filme extra für eine Veröffentlichung als DEFA-Heimfilm hergestellt. DEFA-Heimfilme waren immer Stummfilme, auch wenn die Originale Tonfilme waren. Einige Heimfilme konnte man als Farb- oder Schwarz-Weiß-Kopie erwerben. DEFA-Heimfilme hatten unabhängig vom Inhalt einen einheitlichen Preis, der sich ausschließlich am Format – es wurden auch Normal-8-Heimfilme angeboten –, an der Filmlänge und an der Ausführung (schwarz-weiß oder Farbe) orientierte.
Ein großer Teil der heute noch erhaltenen, industriell hergestellten Super-8-Farbfilmkopien weist – wie auch viele 16-mm- und 35-mm-Filmkopien – aufgrund einer altersbedingten, chemischen Zersetzung der Cyan-Farbpartikel (dark fading) mittlerweile einen mehr oder weniger starken Rotstich auf. In extremen Fällen können sich die Cyan- und Gelb-Farbpartikel bereits vollständig aufgelöst haben, sodass nur noch die (robustere) Magenta-Farbschicht vorhanden ist. Dieser Prozess lässt sich durch eine trockene, kühle Lagerung der Filme etwas verlangsamen, jedoch nicht aufhalten. Einige Hersteller boten zeitweise Farbfilter-Vorsatzlinsen für Projektoren an, um den Rotstich zu verringern und die betroffenen Filme noch in einer akzeptablen Qualität betrachten zu können, eine originalgetreue Rekonstruktion der ursprünglichen Farben ist damit jedoch nicht möglich. Farb-Umkehrfilme, wie sie für Amateuraufnahmen in Super-8-Kameras verwendet wurden, sind von diesem Problem nicht betroffen.

## Super 8 heute

### Ausrüstung
Super-8-Filmer müssen heute überwiegend auf gebrauchte Geräte zurückgreifen, die allerdings zahlreich zu günstigen Preisen angeboten werden. Es gibt noch einige kleine Hersteller, bei denen neue Super-8-Kameras bezogen werden können.

### Erhältliche Filmemulsionen
Kodak bietet als einziger Hersteller bis heute (Stand Februar 2021) Super-8-Filmkassetten an. Erhältlich sind derzeit 5 verschiedene Filmemulsionen:
- Ektachrome 100D – der einzige jetzt wieder erhältliche Farb-Umkehrfilm, der – wie früher üblich – nach der Entwicklung direkt mit einem Projektor betrachtet werden kann. Entgegen den früher im Amateurbereich eingesetzten Filmen, die auf Kunstlicht sensibilisiert waren, handelt es sich dabei um einen Tageslichtfilm (D = Daylight). Der in den meisten Super-8-Kameras eingebaute Tageslichtfilter (Wratten 85) darf also nicht eingeschwenkt werden. Es ist darauf zu achten, ob die verwendete Kamera über eine automatische Erkennung von Tageslichtfilmen verfügt (bei Kameras der Oberklasse häufiger anzutreffen, bei einfachen Amateurkameras kaum). Falls nicht, muss die Kamera dauerhaft – auch bei Tageslicht – auf „Kunstlicht“ (häufig mit einem Glühbirnensymbol gekennzeichnet) eingestellt werden. Bei Aufnahmen unter Kunstlicht ist es erforderlich, einen externen Filter des Typs Wratten 80A an der Kamera anzubringen. Zudem muss beachtet werden, dass viele Super-8-Kameras nur Filme mit 40 und 160 ASA, wie sie seinerzeit gebräuchlich waren, korrekt erkennen, und die Automatik somit einen Film mit 100 ASA falsch belichtet. Aufgrund des hohen Belichtungsspielraumes des Ektachrome 100D stellt dies jedoch kein großes Problem dar, die Aufnahmen werden auch in Kameras, die den Film fälschlicherweise als 40 oder 160 ASA erkennen und belichten, brauchbar[7]. Für eine exakte, korrekte Belichtung sind dennoch Kameras mit richtiger Erkennung des Films zu bevorzugen oder eine manuelle Belichtung vorzunehmen (sofern möglich).
- Vision3 50D, 200T und 500T – Drei Farb-Negativfilme mit unterschiedlicher Empfindlichkeit
- Tri-X 7266, Schwarzweiß-Umkehrfilm, Tageslicht, 200 ASA

Daneben sind noch Restbestände konfektionierter Schwarzweiß-Filme von Wittner Cinetech erhältlich. Für Doppel-8 und Doppel-Super-8 bietet der tschechische Hersteller Foma noch Schwarzweiß-Umkehrfilme sowie entsprechende Entwicklerkits für die Selbstentwicklung an.

### Entwicklung
Nach Einstellung des beliebten Kodachrome 40, der als letzter Super-8-Film die Entwicklung durch Kodak im eigenen Kodaklabor im Preis beinhaltete, stellt sich die Super-8-Gemeinde zunehmend auf die Dezentralisierung des Marktes ein, wodurch Filmproduktion und -entwicklung sich zunehmend voneinander trennen. Das war bis dato im Super-8-Bereich sehr unüblich, da alle großen Firmen auf dem Markt für Super-8-Filme (z. B. Agfa, Quelle, Porst, Perutz) Kodaks Modell von Herstellung, Vertrieb und Entwicklung im selben Haus übernommen hatten.
Zwei der verbleibenden Entwicklungslabors für Super-8-Filme in Europa sind in Deutschland Andec in Berlin (geführt von Ludwig Draser) und in den Niederlanden das S8 Reversal Lab (Frank Bruinsma) in Den Haag. Weitere Entwicklungslabors für Super-8-Film in Europa sind Kahl Film & TV Service in Brühl, Fotocinema srl in Rom, Color City in Champigny/Marne, Todd–AO in London und Super8.si in Slowenien.
Kodak betrieb bis September des Jahres 2006 sein eigenes Labor zur kostenfreien Entwicklung des Kodachrome 40 bei Lausanne in der Schweiz. Danach konnten die Filme noch bis Ende 2010 der amerikanischen Firma Dwayne’s eingesandt werden. Am 30. Dezember 2010 wurde offiziell die letzte Spule Kodachrome 40 entwickelt.
In den USA entwickeln außer Dwayne’s auch die bereits genannten Spezialfirmen mit Ausnahme des Kodachrome 40 zumeist die Filme, die sie auf Antrag konfektioniert haben. Rocky Mountains Lab ist daneben ein generelles Photographicalabor, das unter zumeist großem Zeit- und Kostenaufwand für den Kunden historische Filmemulsionen entwickelt, darunter auch einige, die es für Super 8 gegeben hat; es ist auch weltweit das einzige neben Dwayne’s, das Kodaks eigene Kodachromeemulsionen (Kodachrome II ab dem Jahre 1935, Kodachrome 25) entwickeln kann, allerdings anders als Dwayne’s nur als Schwarzweißfilm, so dass auch aufgrund des großen Zeit- und Kostenaufwands der einzige Grund zur Kontaktierung des Rocky Mountain Labs ist, anderes Filmmaterial als den K40 zu entwickeln.
Mit Ausnahme des Kodachrome ist aber auch die Selbstverarbeitung nahezu aller Super-8-Filme möglich. Farbfilme bilden mit handelsüblicher, leicht verfügbarer E-6-Chemie Farbstoffe aus, die zwar nicht unbedingt typgerecht sind, was bei sowieso meist massiv überlagertem Material nicht so sehr ins Gewicht fällt bzw. sogar erwünscht sein kann. Alle am Markt erhältlichen (und nicht mehr erhältlichen) SW-Filme lassen sich mit dem ebenfalls einfach zu beschaffenden Umkehrkit der Fa. Foma zu SW-Positivfilmen entwickeln. Für das Selbstentwickeln von Super-8-Film benötigt man neben der Chemie eine Dunkelkammer, etwas Geduld oder Experimentierfreudigkeit und einen geeigneten Entwicklungstank, der die 15 m langen Filme aufnehmen kann.

### Digitalisierung
Die digitale Revolution macht auch vor Super 8 nicht halt. Das Format profitiert indirekt sogar von der zunehmenden Digitalisierung bewegter Bilder.
Die Abtastung und Digitalisierung von Super-8-Filmen hat mehrere Vorteile. Mit Videoschnittsoftware lassen sich die Filme einfacher schneiden und nachbearbeiten. Die Alterung des Materials spielt keine Rolle mehr. Dabei sind die Kosten im Vergleich zu größeren Filmformaten (16, 35 mm) überschaubar. Die Qualitätsvorteile des Films gegenüber der Videotechnik bleiben erhalten. Dazu zählen ein größerer Farb-, Kontrast- und Latenzumfang ohne abruptes Ausbrennen, d. h. „Umkippen“ der Tonwerte bei hellen und dunklen Bildanteilen, progressive Vollbildaufnahme mit niedrigerer Verschlussgeschwindigkeit, höhere Auflösung als PAL-SD-Video, sowie spezifische ästhetische Charakteristika einzelner Filmemulsionen.
Speziell für die digitale Abtastung entwickelte Kodak in den 1990er Jahren die Vision-Negativfilme für den Super-8-Profibereich. Ihr Farb- und Kontrastumfang ist für die Videotechnik einfacher zu erfassen als das traditionelle Umkehrmaterial. Auch Fuji und Pro8mm bieten inzwischen Negativmaterial für das Super-8-Profisegment an.
Um ein Super-8-Bild unter Ausnutzung der formateigenen Auflösung maximal abzutasten, ist laut Angaben von Kodak eine Abtastauflösung von etwa 140 Pixel/mm, entsprechend 3600 dpi erforderlich, so dass eine Auflösung von bis zu 1.120 Bildzeilen möglich ist. Super 8 ist somit nicht nur PAL-, sondern auch HD-tauglich; freilich beruht die Qualität jeder einzelnen Einstellung auch bei Super 8 auf der Qualität der Ausrüstung sowie der Fähigkeit des Kameramanns, diese richtig zu nutzen.
Allerdings haben Super 8 und HD unterschiedliche Seitenverhältnisse. HD ist ein Breitbildformat mit dem Seitenverhältnis 16:9, während Super-8-Filme mit annähernd 4:3 aufgenommen werden. Bei der Umwandlung in HD werden entweder links und rechts schwarze Balken angefügt oder das Bild wird oben und unten abgeschnitten. Um diese Balken bei der Wiedergabe auf einem 16:9-TV-Monitor zu vermeiden, kann man das Bild optisch strecken.
Es gibt zwei Möglichkeiten der Digitalisierung des Filmmaterials: professionelle Abtastung (Telecine) und das einfache Abfilmen.

#### Abfilmen
Das Abfilmen ist die einfachste Form der Digitalisierung. Der Film wird auf eine Leinwand, Zimmerwand (englisch: off-the-wall transfer), eine Mattscheibe oder ein Stück Papier projiziert und mit einer elektronischen Kamera aufgezeichnet. Dabei sind Qualitätseinbußen unvermeidlich:
- Schnelle Helligkeitsschwankungen (Flimmern) treten dadurch auf, dass die Bildgeschwindigkeit des Projektors und der Kamera unterschiedlich sind, wenn sie nicht miteinander synchronisiert werden.
- Die Bildmitte ist zu hell und die Ränder sind stark abgedunkelt, weil die Lampencharakteristik des Projektors nachträglich sichtbar wird.
- Eine automatisch betriebene Kamera kommt mit Veränderungen der Helligkeit im Bild (etwa durch Kameraschwenks) schlecht klar.
- Es kommt zu Unschärfen, wenn sich der Autofokus verstellt.
- Der automatische Weißabgleich kann Schwankungen der Farbtemperatur zur Folge haben.
- Es kommt zu einer Achsenverschiebung, da die Kamera nicht exakt denselben Standort wie der Projektor hat.
- Jeglicher Schmutz und jedes Haar auf dem Film werden reproduziert.

#### Abtastung
Eine professionelle Abtastung der Super-8-Filme lässt Ergebnisse mit höherer Qualität erwarten. Dabei werden Filmabtaster verwendet, außerdem ist es üblich, dass das Filmmaterial zuvor gereinigt wird.
Zum Reinigen können verschiedene Methoden zum Einsatz kommen:
- Trockenreinigung mit Mikrofasertuch: Das ist die einfachste Methode, den Film zu reinigen. Dabei wird der Film in den Projektor eingelegt und im Umspulmodus (gemäßigte Geschwindigkeit) durch ein Mikrofasertuch gereinigt.
- Feuchtreinigung: Dabei wird zum einen reines Isopropanol (99 %) verwendet. Bei wässrigen Lösungen muss eine tropfen- und staubfreie Trocknung gegeben sein. Zum anderen werden spezielle Mittel verwendet, die das spätere Abtastung durch ein Ausgleichen kleiner Kratzer verbessern können.
- Filmreinigungs-Maschinen arbeiten mittels eines Film-Reinigungsbandes oder durch Ultraschallreinigung.

#### Einzelbild-Abtastung
Ein weiteres Verfahren der Digitalisierung von Schmalfilmen (Super 8, Single 8, Normal 8, Doppel 8) ist die Erfassung des Films in kurzen Abschnitten mittels eines hochwertigen Flachbett-Scanners (mindestens 3600 dpi optische Auflösung und eine maximale Dichte (dMax) von mindestens 3.2, besser 3.6 oder 4.0). Aus diesen Filmstreifen werden mittels eines Programms die Einzelbilder gewonnen, aus denen dann das Video erstellt wird. Dieses Verfahren bringt sehr gute Ergebnisse und kann von Amateuren im Heimverfahren durchgeführt werden, allerdings erfordert es einen relativ hohen Zeitaufwand.

## Rechenbeispiel für die Pixelzahl eines Digitalisats eines Super-8-Bildes
Wenn ein Super-8-Bild mit der Breite 5,6896 Millimeter und der Höhe 4,22275 Millimeter mit einer hochwertigen Auflösung von 4.000 × 4.000 ppi gescannt wird, ergibt sich eine Bilddatei, die in der Breite 896 Pixel und in der Höhe 665 Pixel aufweist. Wenn das Digitalisat eines Super-8-Bildes wesentlich mehr oder wesentlich weniger als 896 × 665 Pixel aufweist, wurde es nicht mit dieser Auflösung gescannt.